# Pinacoteca Malaspina
La Pinacoteca Malaspina è la pinacoteca civica di Pavia. Costituisce una sezione dei Musei civici di Pavia, ospitati all'interno del Castello visconteo.

## Storia
Vero padre fondatore del Museo è ritenuto il Marchese Luigi Malaspina di Sannazzaro, illuminista (1754-1835). Ha sede dal 1951 nel castello visconteo che era stato ceduto al comune di Pavia nel 1933 da parte dello stato, dove furono trasferite le opere che prima si trovavano nello Stabilimento di Belle Arti Malaspina. Comprende dipinti databili tra il XIII e il XIX secolo, e brani di affreschi provenienti da monumenti distrutti sul territorio pavese.
La pinacoteca Malaspina ha il suo nucleo nella donazione del sovra citato Marchese; è stata ampliata con donazioni successive di vari enti e personalità, come Brambilla e Radlinski. Nel 2001 la pinacoteca è stata arricchita dal lascito disposto dai collezionisti pavesi Carlo e Giulia Morone, la donazione è costituita da 66 opere, tra dipinti, pastelli e disegni di artisti italiani quali Federico Zandomeneghi, Giovanni Segantini, Plinio Nomellini, Giuseppe De Nittis, Luigi Conconi, Daniele Ranzoni, Tranquillo Cremona, Giovanni Boldini, Giuseppe Pellizza da Volpedo, Vittore Grubicy de Dragon, Carlo Fornara e molti altri. La maggior parte delle opere della Quadreria del 1800-1900 viene dalla Civica Scuola di Pittura soppressa nel 1934; le successive donazioni sono di diversi mecenati tra cui la famiglia Cairoli.

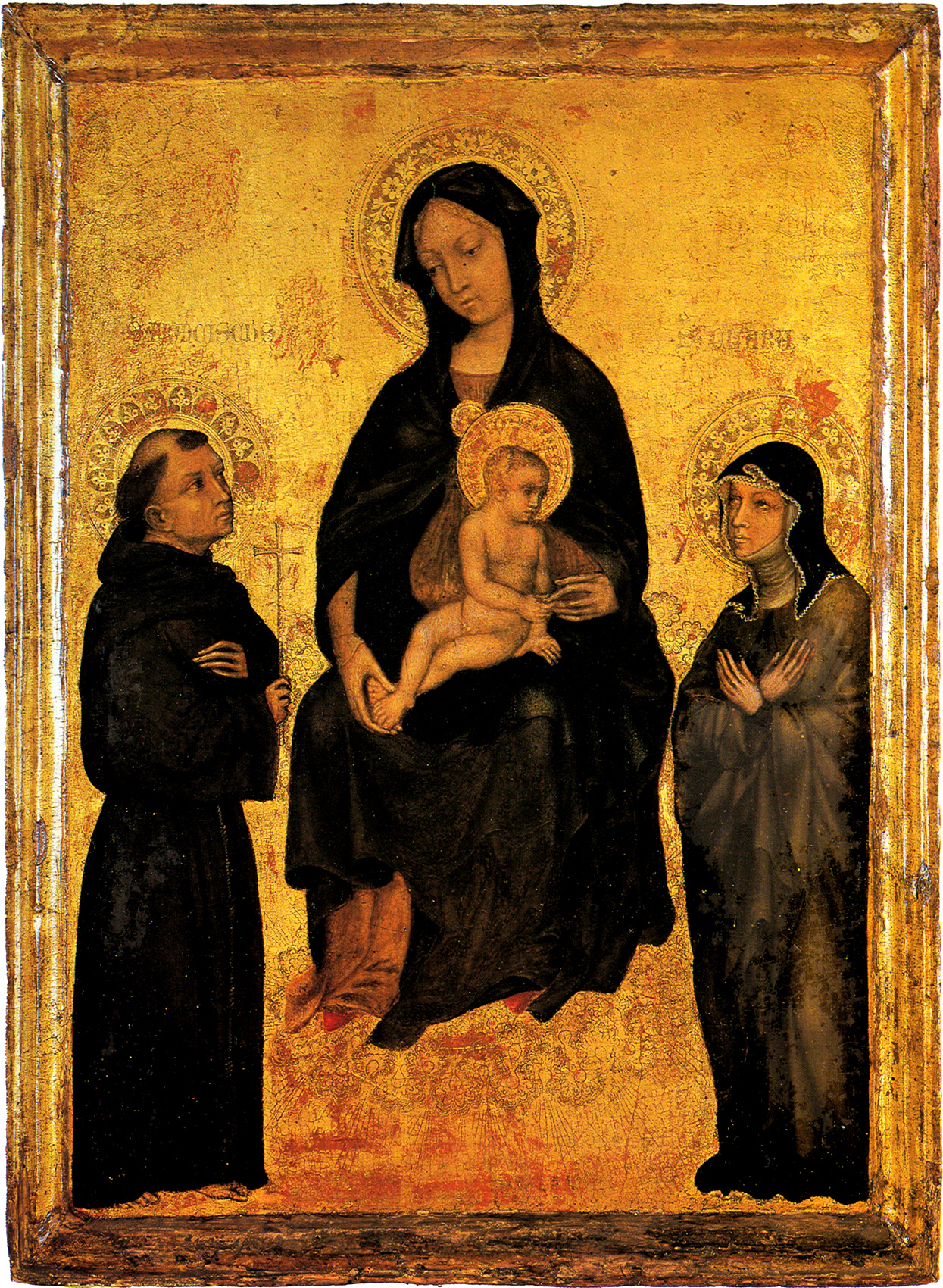
Gentile da Fabriano, Madonna col Bambino in gloria tra i santi Francesco e Chiara.
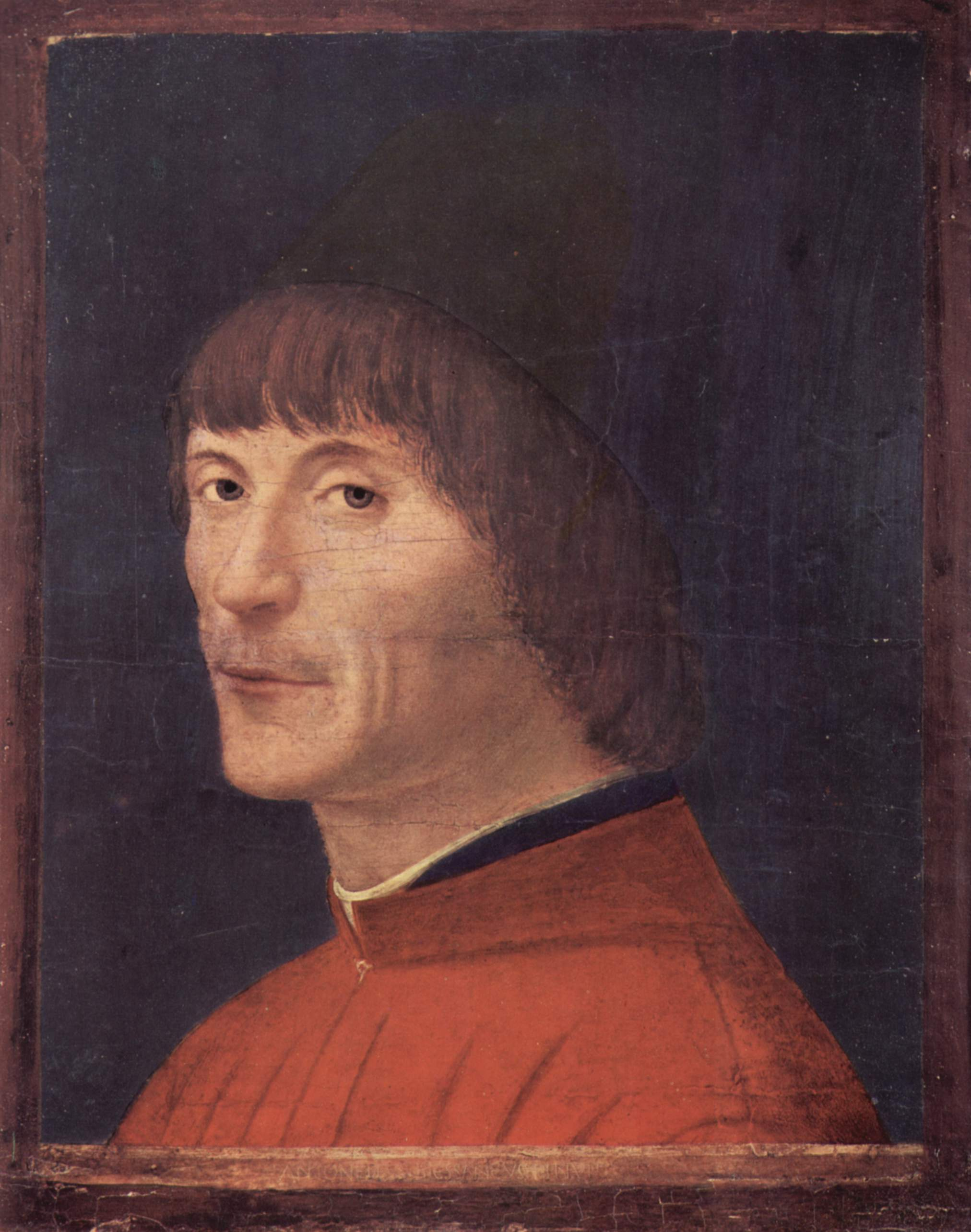
Antonello da Messina, ritratto d'uomo.
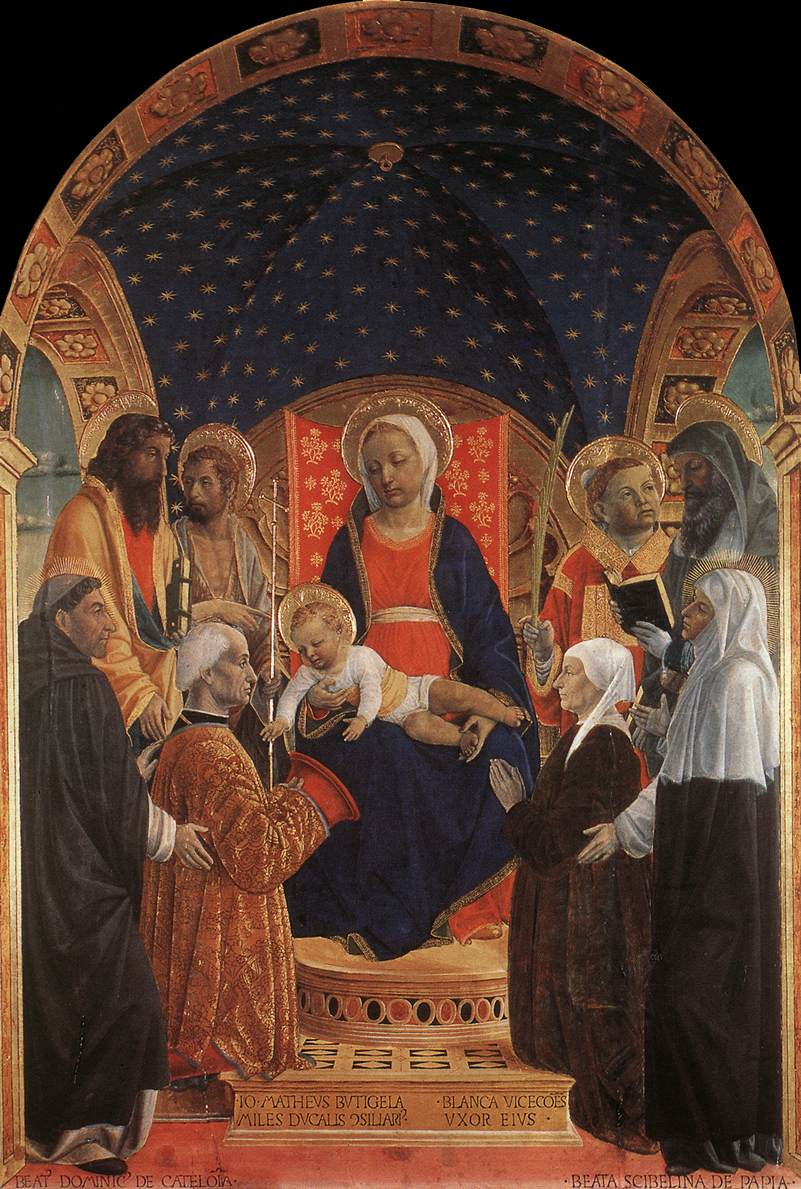
Vincenzo Foppa, pala Bottigella.
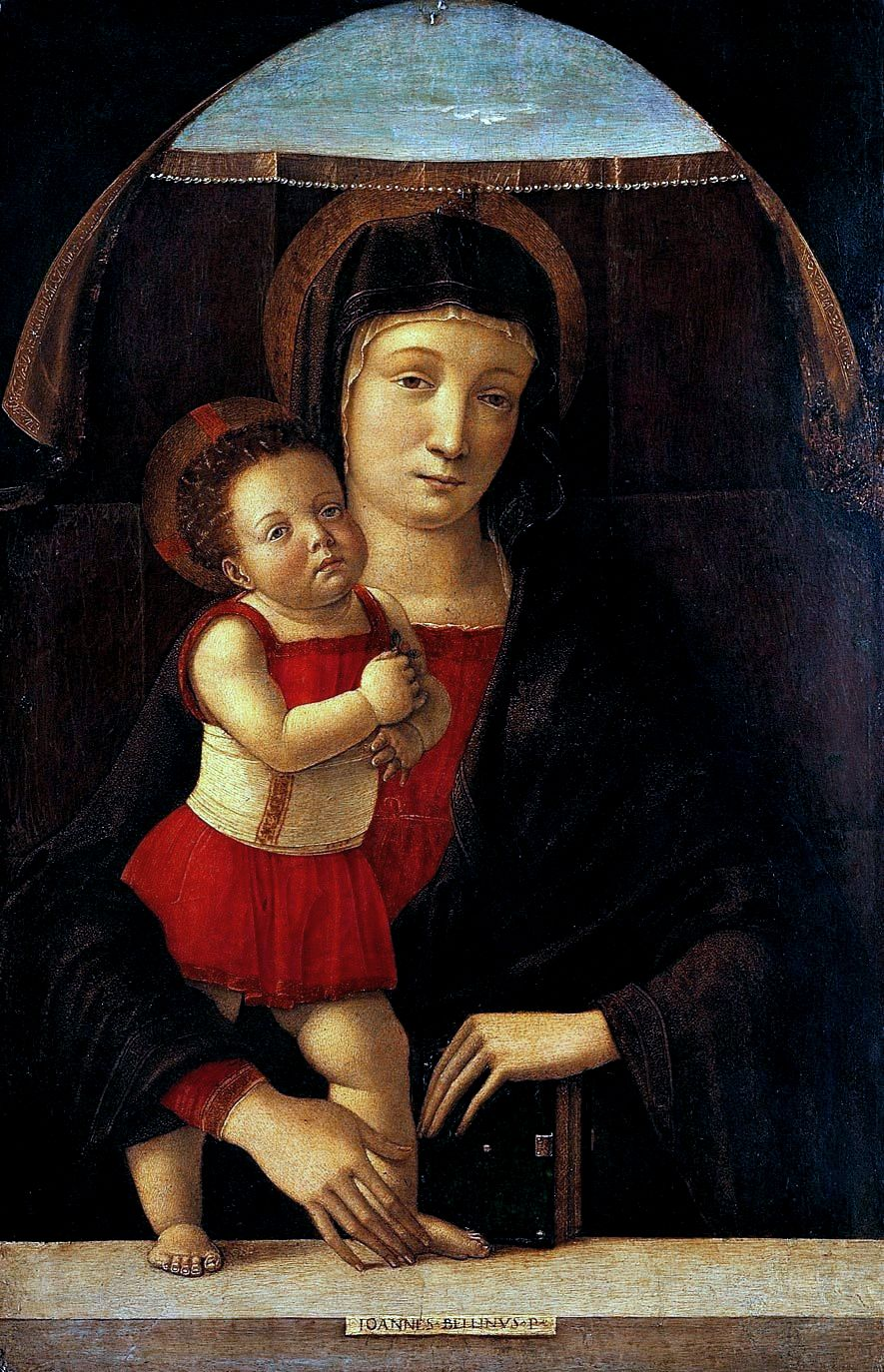
Giovanni Bellini, Madonna col Bambino.
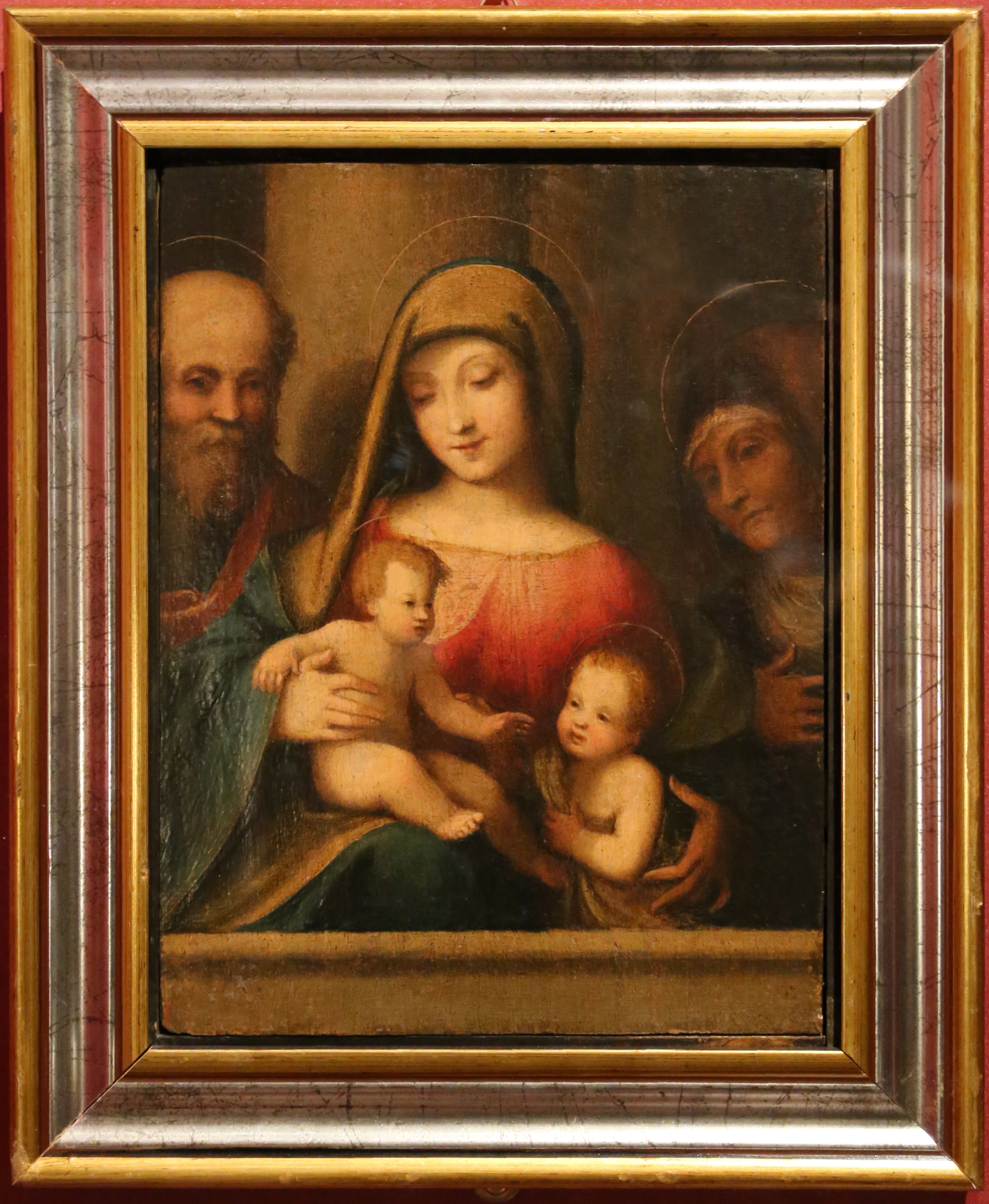
Correggio, Sacra Famiglia con i santi Elisabetta e Giovannino.
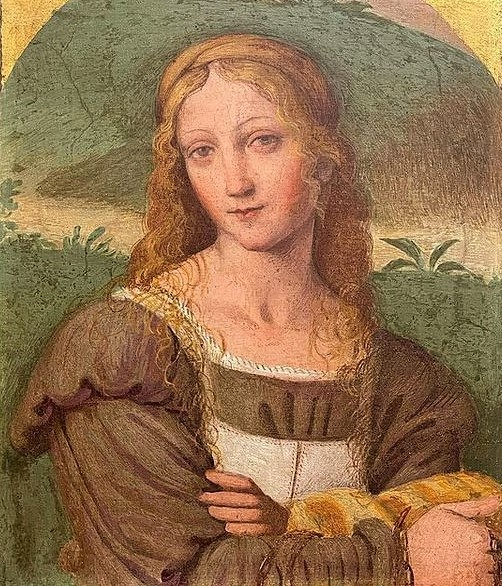
Bernardino Luini, ritratto di dama.
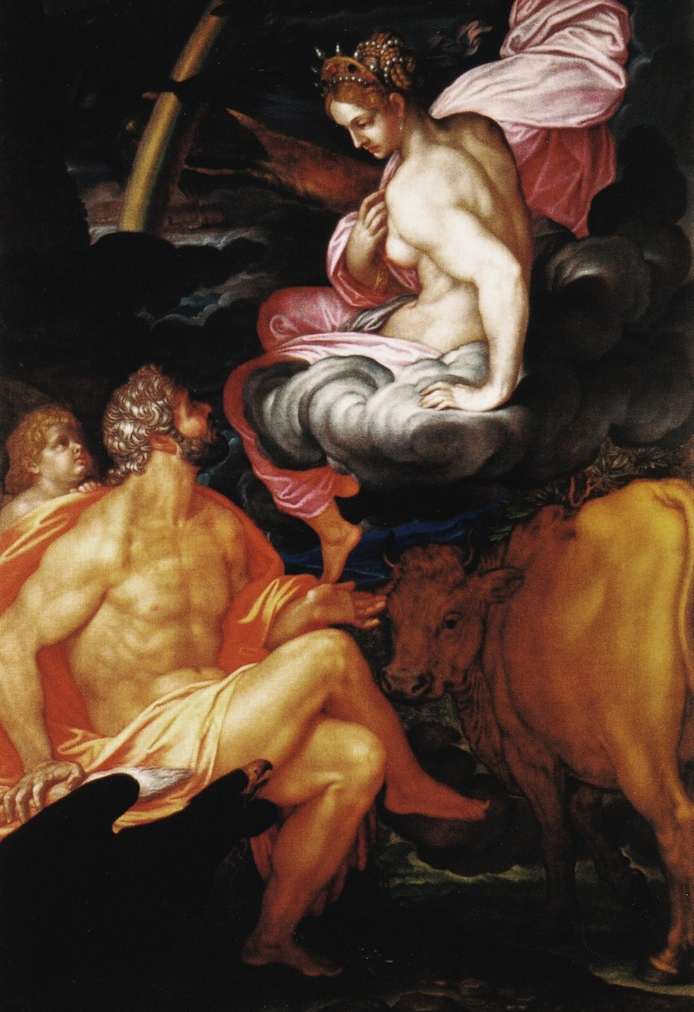
Ambrogio Figino, Giove e Io.
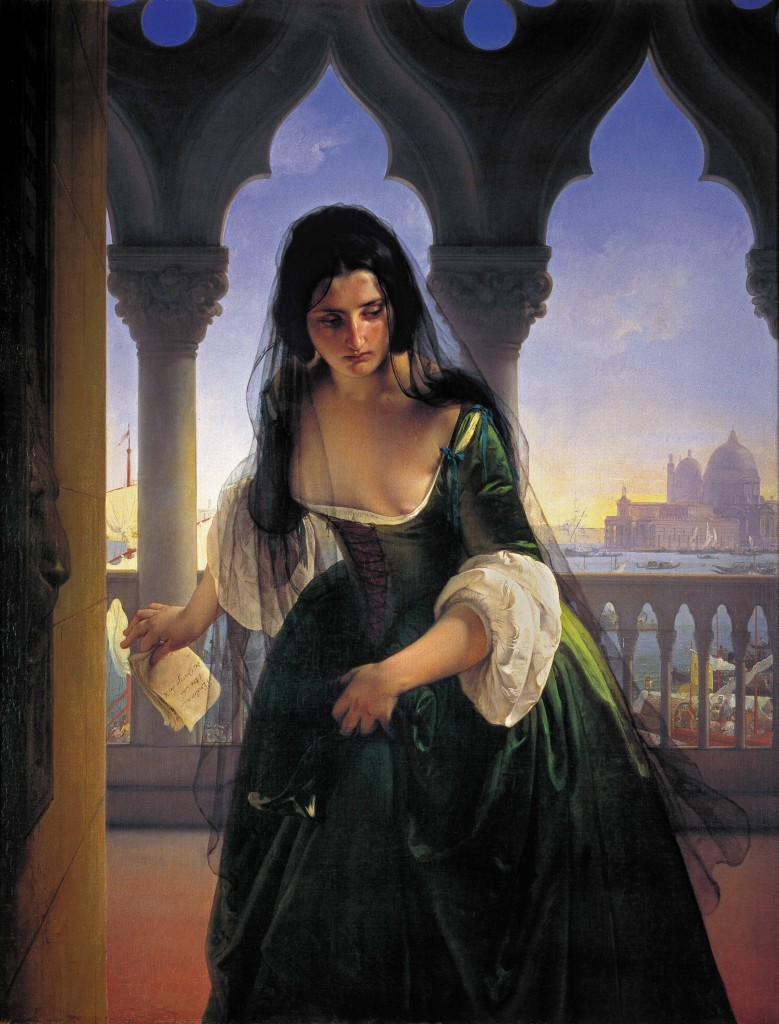
Francesco Hayez, Accusa segreta.
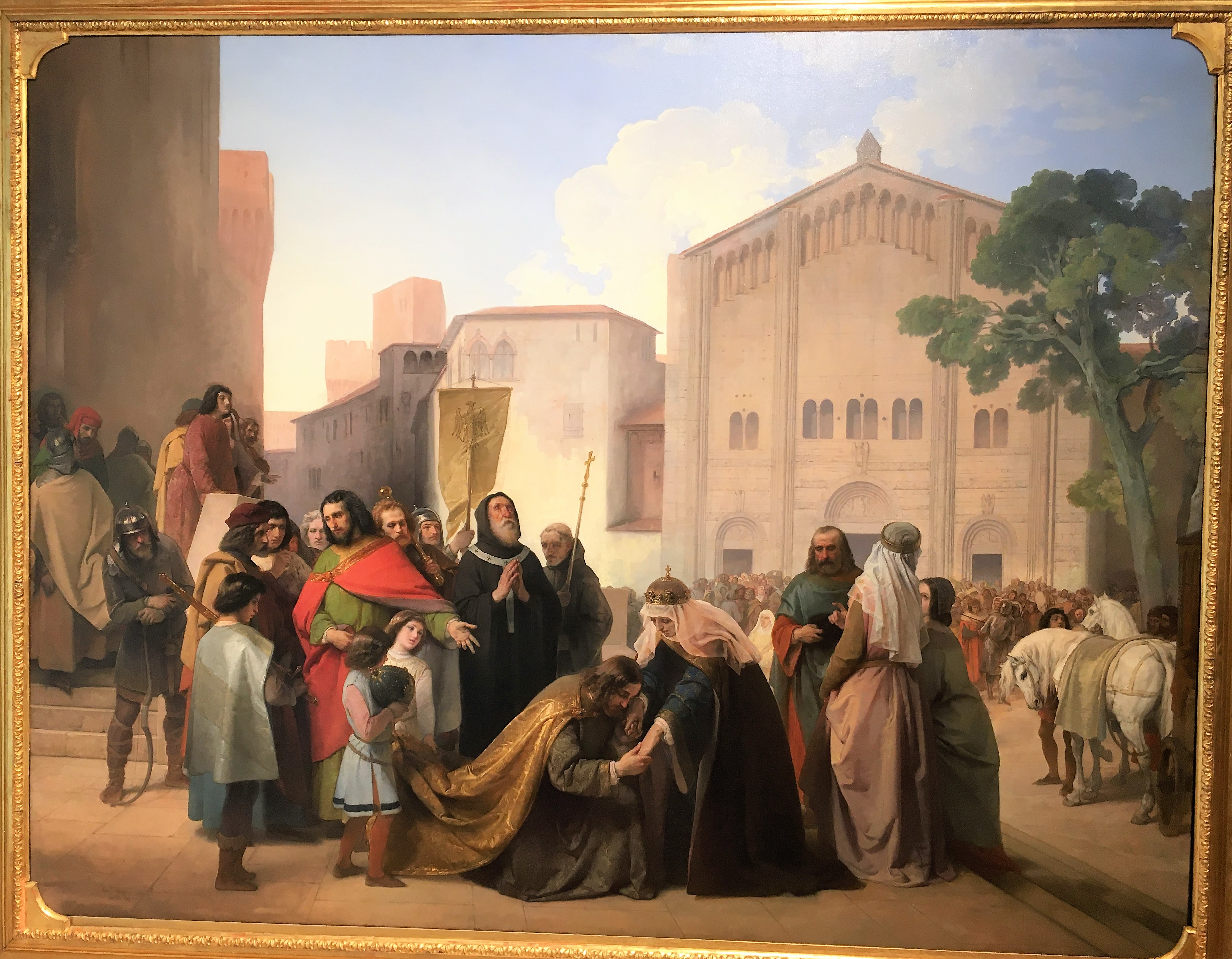
Francesco Hayez, Riconciliazione di Ottone II con Adelaide di Borgogna sua madre.
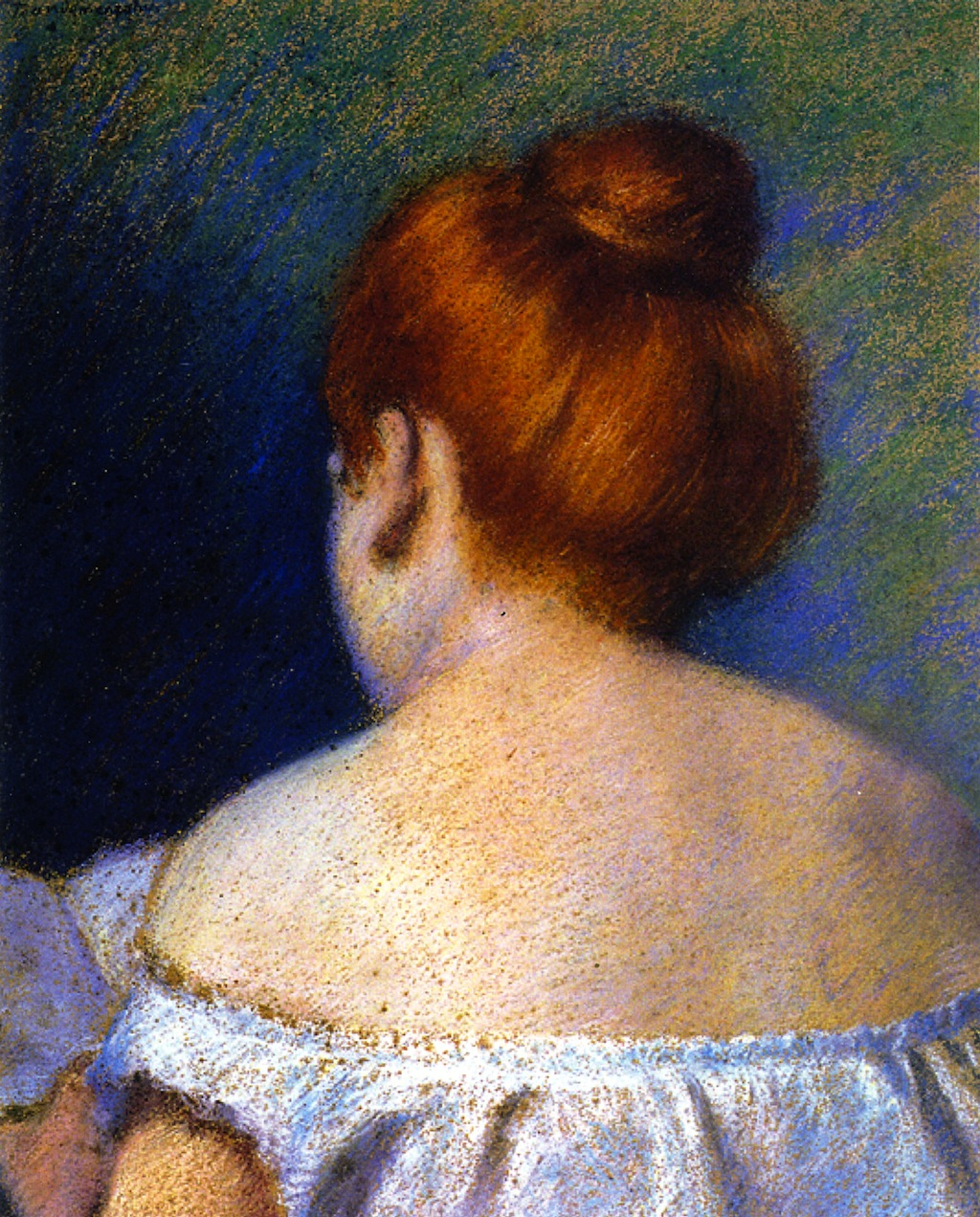
Federico Zandomeneghi, La Roussotte
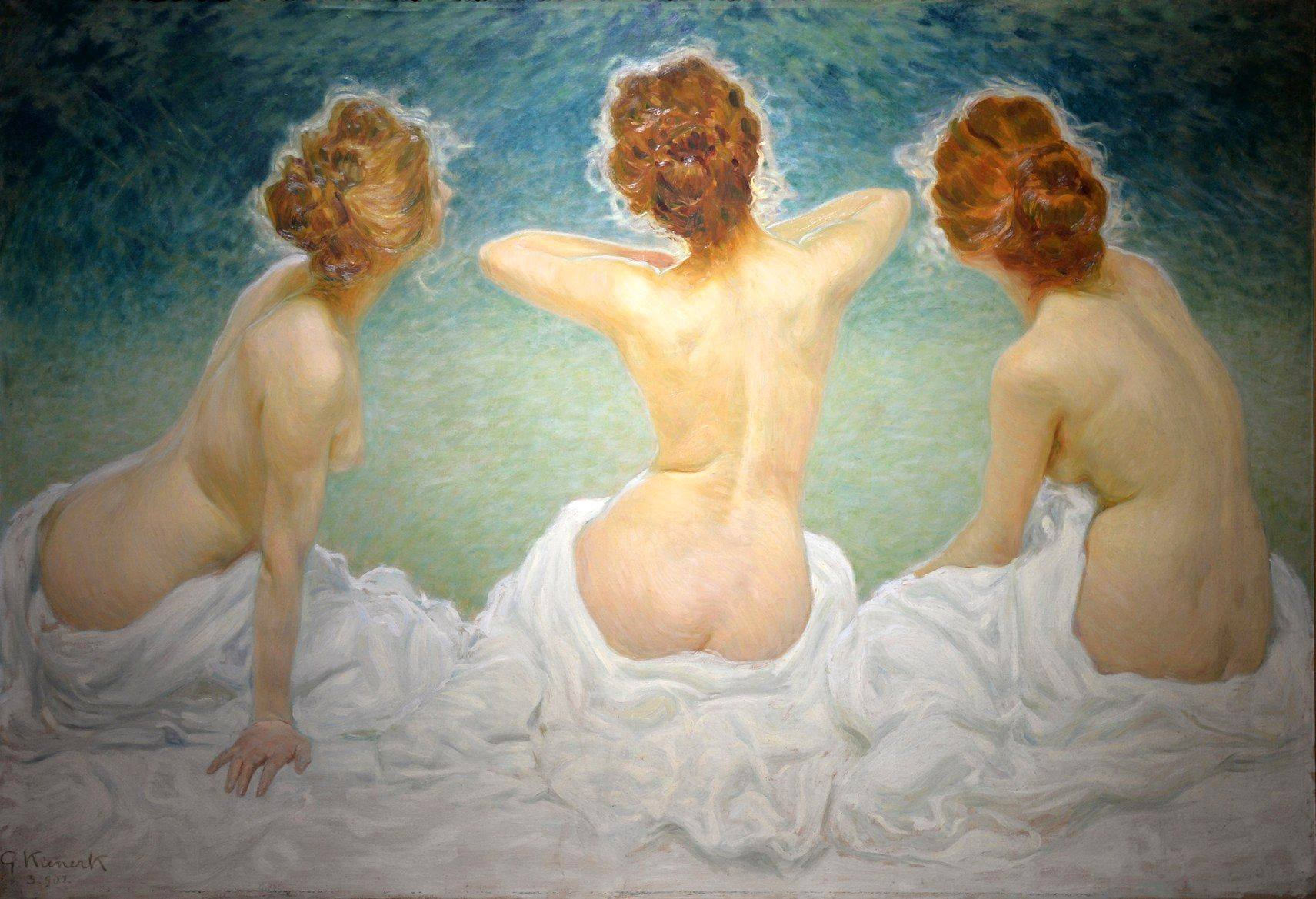
Giorgio Kienerk, Gioventù.
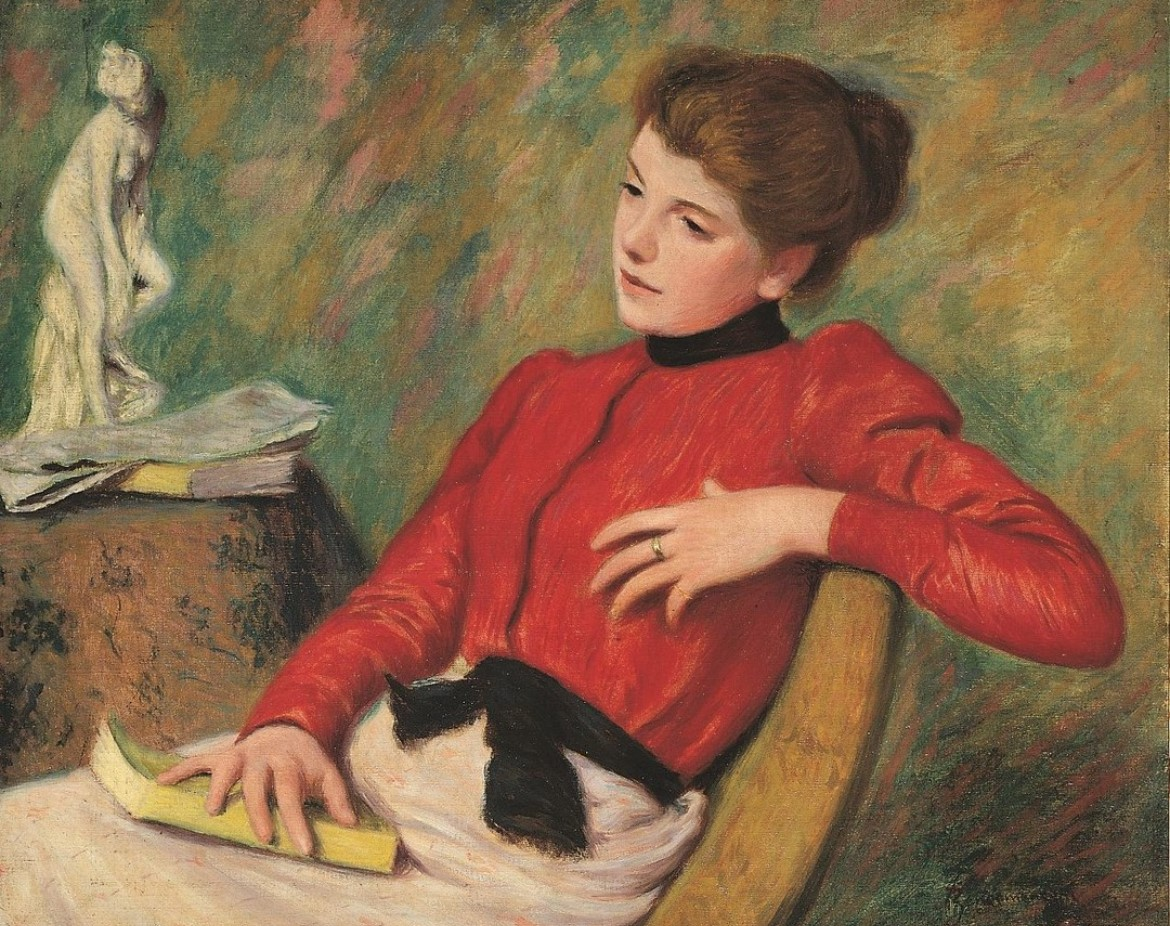
Federico Zandomeneghi, Riflessione.

## Opere
Tra le opere esposte ricordiamo:
- Antonello da Messina, Ritratto d'uomo
- Jacopo del Casentino, S. Francesco riceve le Stimmate, S. Andrea e S. Giacomo, la Crocifissione
- Spinello Aretino, San Giovanni Battista in orazione, affresco proveniente dalla chiesa del Carmine di Firenze
- Simone dei Crocefissi, Incoronazione della Vergine
- Vincenzo Foppa, Pala Bottigella
- Gentile da Fabriano, Madonna col Bambino in gloria tra i santi Francesco e Chiara, una delle prime opere dell'artista
- Gentile da Fabriano, Damigelle su fondo di rose, affreschi presenti in uno sguancio di finestra del Castello Visconteo di Pavia
- Giovanni Bellini, Madonna col Bambino, una delle prime opere dell'artista
- Ambrogio Bergognone, Cristo portacroce e certosini, proveniente dalla Certosa di Pavia
- Giovanni Ambrogio Bevilacqua, Madonna in adorazione del Bambino
- Bernardo Zenale, Madonna col Bambino tra santa Maria Maddalena e santa Caterina d'Alessandria
- Defendente Ferrari, Crocifissione
- Ottaviano Cane, La Vergine assunta
- Pietro Grammorseo, San Francesco d’Assisi
- Giovanni Battista Crespi detto Il Cerano, Terzo cavaliere dell'Apocalisse
- Alvise Vivarini, SS. Francesco e Giovanni Battista
- Michele Giambono, La Veronica
- Guariento di Arpo, Testa di Cherubino, proveniente dalla Reggia Carrarese di Padova
- Bernardo Parentino, Scena di battaglia, proveniente dal monastero di Santa Giustina di Padova
- Girolamo Mocetto, Battaglia di cavalieri Ebrei contro gli Amaleciti[7]
- Paris Bordon, Il Redentore
- Paris Bordon, Cristo e due Discepoli sulla via di Emmaus
- Cima da Conegliano, San Giovanni Evangelista (attribuito)
- Bernardino Luini, Figura femminile
- Benedetto Rusconi, Madonna col Bambino
- Luca Mombello, Sacra Famiglia con santo vescovo
- Giampietrino, La Maddalena
- Paolo Veronese, San Gerolamo penitente
- Palma il Giovane, Annunciazione
- Bernardino Licinio, Ritratto di dama in abito rosso con "petrarchino"
- Luca Cambiaso, Madonna col Bambino, sant’Elisabetta e san Giovannino
- Teodoro Ghisi, Adorazione dei pastori
- Pietro Maria Bagnatore, L’Uomo dei dolori e un angelo con gli strumenti della passione
- Giacomo Cavedone, San Gerolamo
- Dario Varotari, La Pietà tra S. Michele e S. Cristoforo
- Giovan Battista Trotti, Cristo nell’orto degli ulivi
- Correggio, Sacra Famiglia con i santi Elisabetta e Giovannino
- Hugo van der Goes, Madonna con Bambino
- Andrea del Sarto, Madonna col Bambino e S. Giovannino
- Benvenuto Tisi da Garofalo, Sposalizio della Vergine
- Ambrogio Figino, Giove, Giunone e Io, dipinto per l'imperatore Rodolfo II
- Camillo Procaccini, Ritorno del figliol prodigo
- Camillo Procaccini, Adorazione dei Magi
- Camillo Procaccini, Presentazione di Maria al tempio
- Jacopo Chimenti, Traslazione del corpo di Santa Caterina d'Alessandria
- Pier Francesco Mazzucchelli (Morazzone), L'adorazione dei Magi
- Ercole Procaccini, Caduta di San Paolo sulla via di Damasco
- Orsola Maddalena Caccia, Madonna con Bambino e angelo
- Orsola Maddalena Caccia, Natività della Vergine
- Daniele Crespi, Cristo risana il cieco nato
- Francesco Cairo, Artemisia
- Francesco Cairo, Figura femminile con libro
- Francesco Cairo, Maddalena penitente
- Giovanni Battista Carlone, Flagellazione di Santa Caterina d'Alessandria
- Carlo Ceresa, Visitazione
- Nicola Malinconico, Il giudizio di Paride
- Carlo Francesco Nuvolone, Ritratto di gentildonna
- Carlo Francesco Nuvolone, Santa Marta con il drago, San Lazzaro, Santa Maddalena e Santa Marcella
- Carlo Francesco Nuvolone, Riposo durante la fuga in Egitto
- Micco Spadaro, Amori di Venere e Adone
- Micco Spadaro, Bagno di Diana e Atteone
- Luigi Scaramuccia, Vergine Annunciata
- Antonio Busca, Incredulità di San Tommaso
- Jan van Kessel, Natura morta con asparagi e scimmiette
- Antonio Zanchi, Due guerrieri
- Federico Bianchi, Eccidio dei figli di Niobe
- Andrea Lanzani, Sant'Antonio da Padova con il Bambino
- Filippo Abbiati, Cristo portacroce
- Philipp Peter Ross, Paesaggio con armenti
- Gregorio Lazzarini, Martirio di San Sebastiano
- Antonio Balestra, Natività
- Alessandro Magnasco, Soldato morente confortato da un frate
- Alessandro Magnasco, Sepellimento di un soldato
- Giuseppe Bazzani, Saul folgorato sulla via di Damasco
- Pietro Antonio Magatti, Martirio dei Santi Quirico e Giulitta con san siro in gloria
- Pietro Antonio Magatti, Visione di San Geroloma Emiliani
- Francesco Zuccarelli, Paesaggio con pastori e armenti
- Giuseppe Antonio Pianca, La Sacra Famiglia
- Pompeo Batoni, Casta Susanna
- Pompeo Batoni, Ritratto del cardine Giuseppe Pozzobonelli
- Giuseppe Bottani, Atena, diradata la nebbia, rivela Itaca a Ulisse
- Giuseppe Bottani, Ulisse trasformato da Atena in mendicante
- Francesco Londonio, Contadino che veste
- Francesco Londonio, La partenza del gregge
- Francesco Londonio, La mungitura
- Francesco Londonio, Il riposo
- Giandomenico Tiepolo, Testa di orientale
- Giandomenico Tiepolo, Testa di vecchio
- Anton Raphael Mengs, Natività di Cristo
- Pietro Angeletti, San Basilio presenta San Nilo e San Bernardo di Rossano alla Vergine[8]
- Modello ligneo del 1497 del Duomo di Pavia, secondo le idee di Giovanni Antonio Amadeo, Bramante, Leonardo, Francesco di Giorgio e altri
- Modello ligneo del progetto neoclassico del Duomo di Pavia, secondo le idee di Luigi Malaspina di Sannazzaro e Carlo Amati

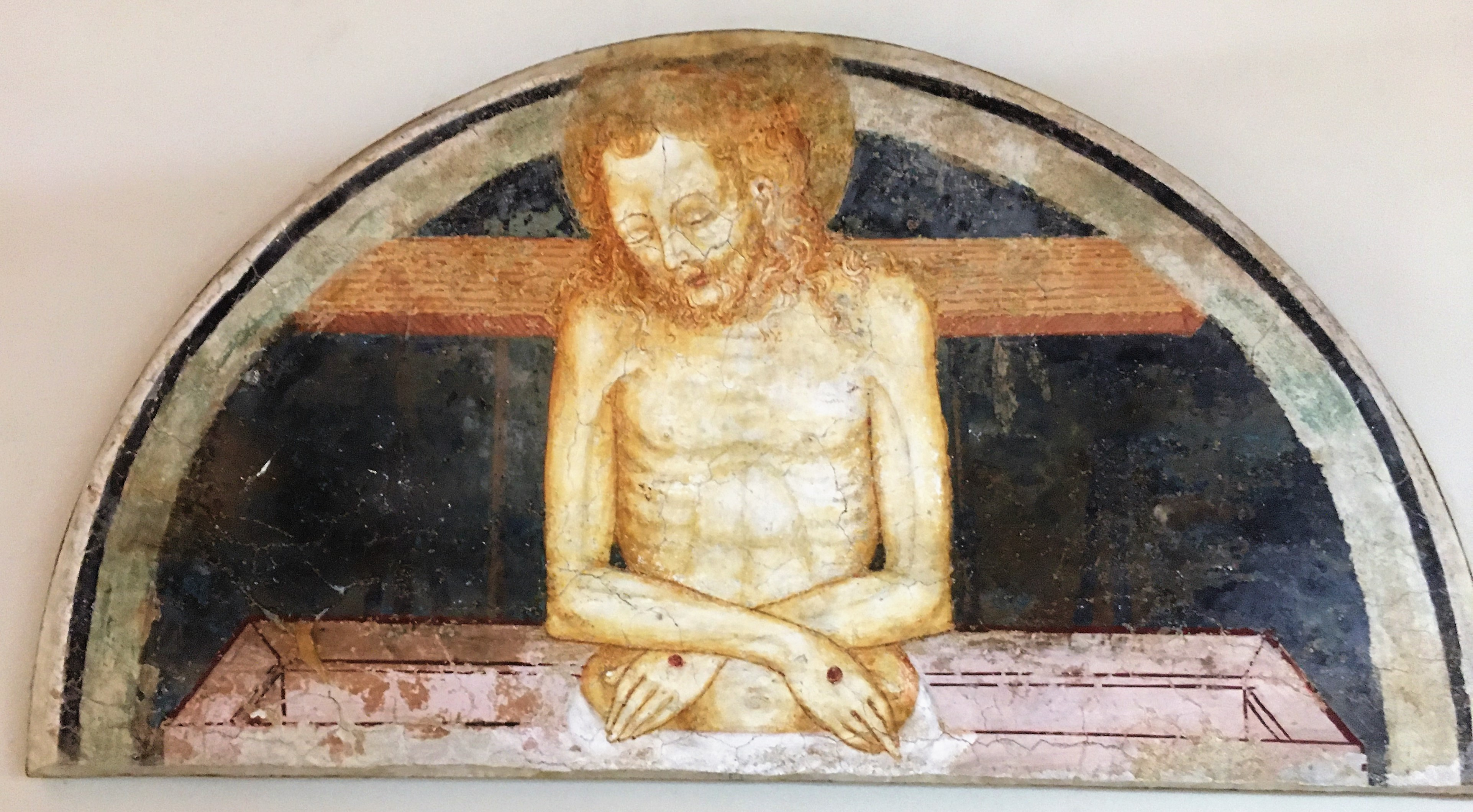
Michelino da Besozzo, Pietà.
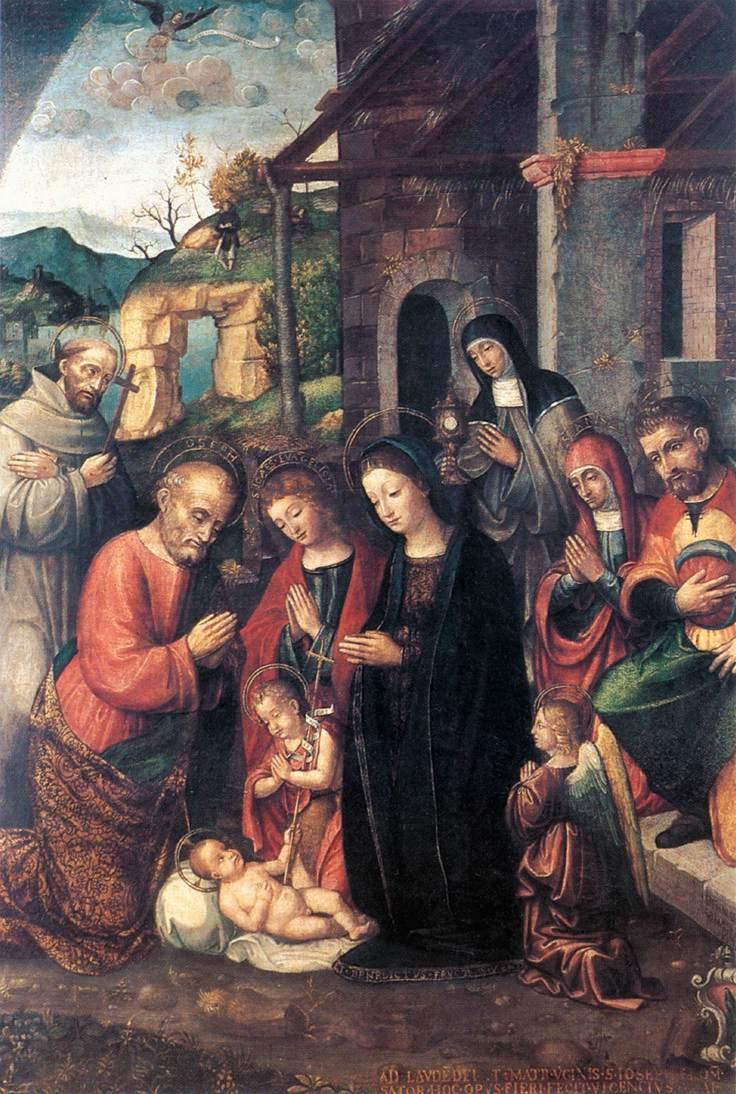
Bernardino Fasolo, natività.
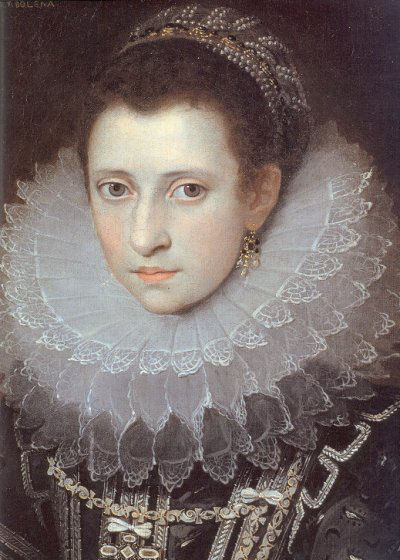
Frans Pourbus, Ritratto di signora.
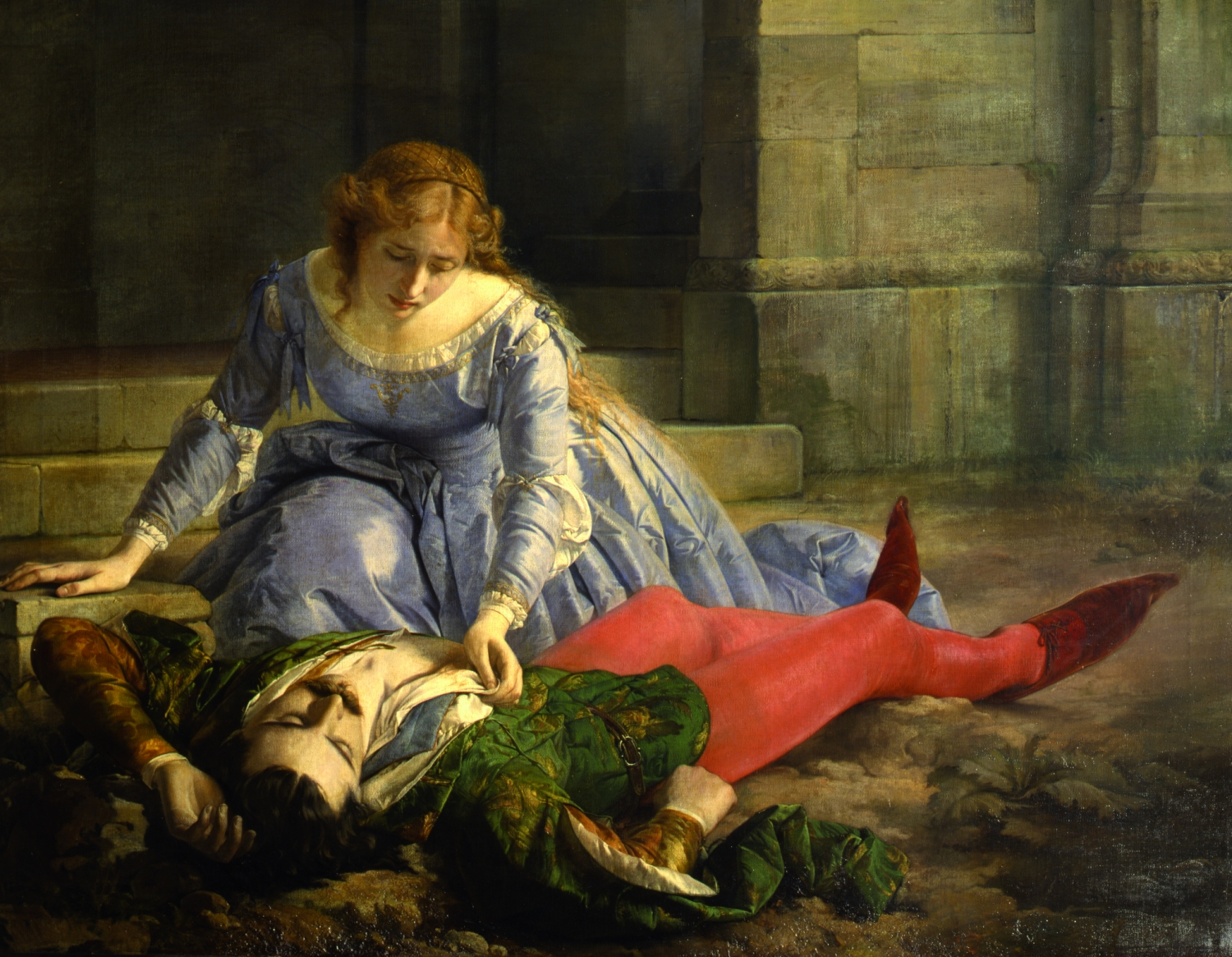
Pacifico Buzio, Imelda de' Lambertazzi presso il cadavere dell'amato.
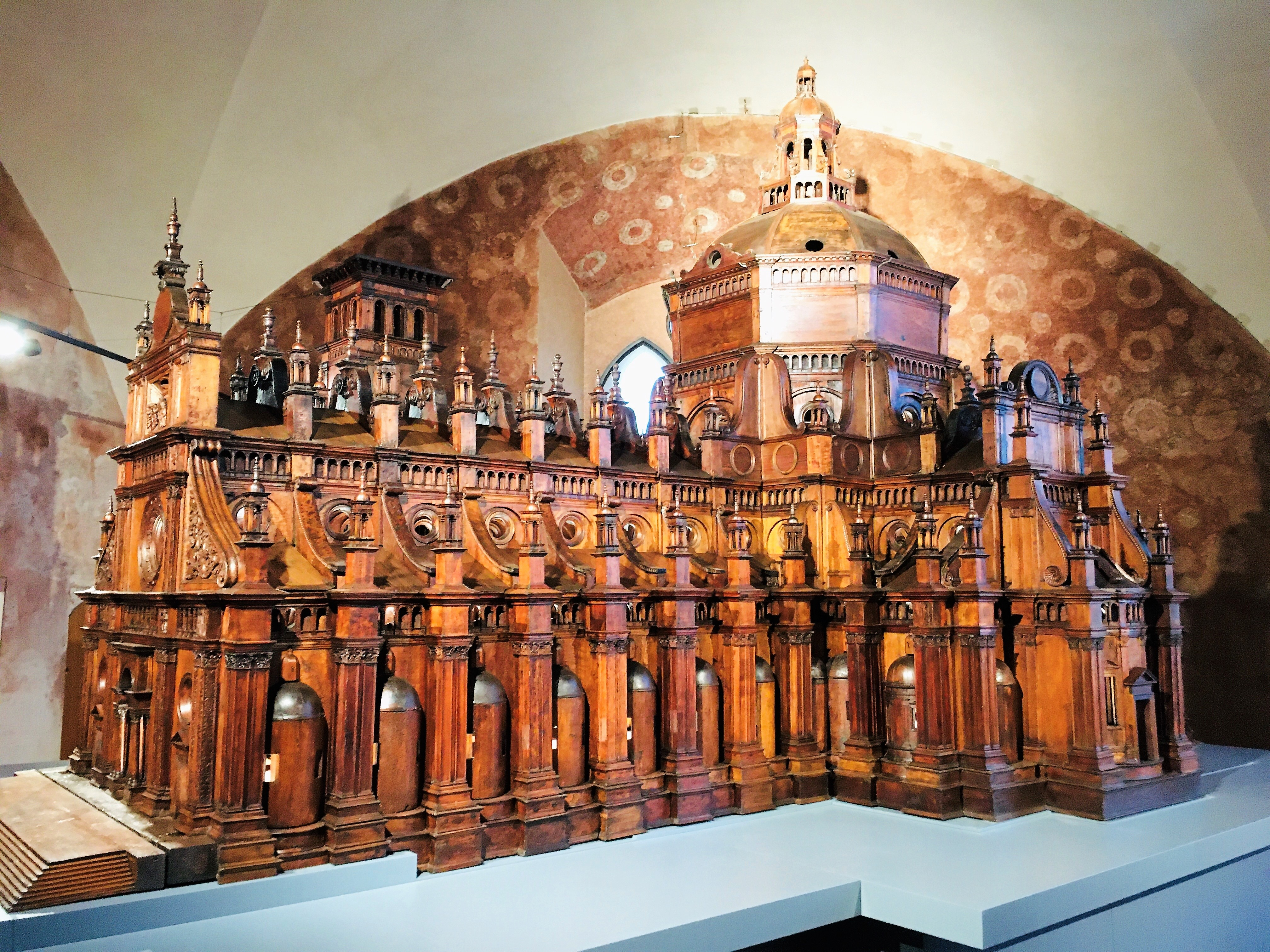
Modello del Duomo di Pavia.
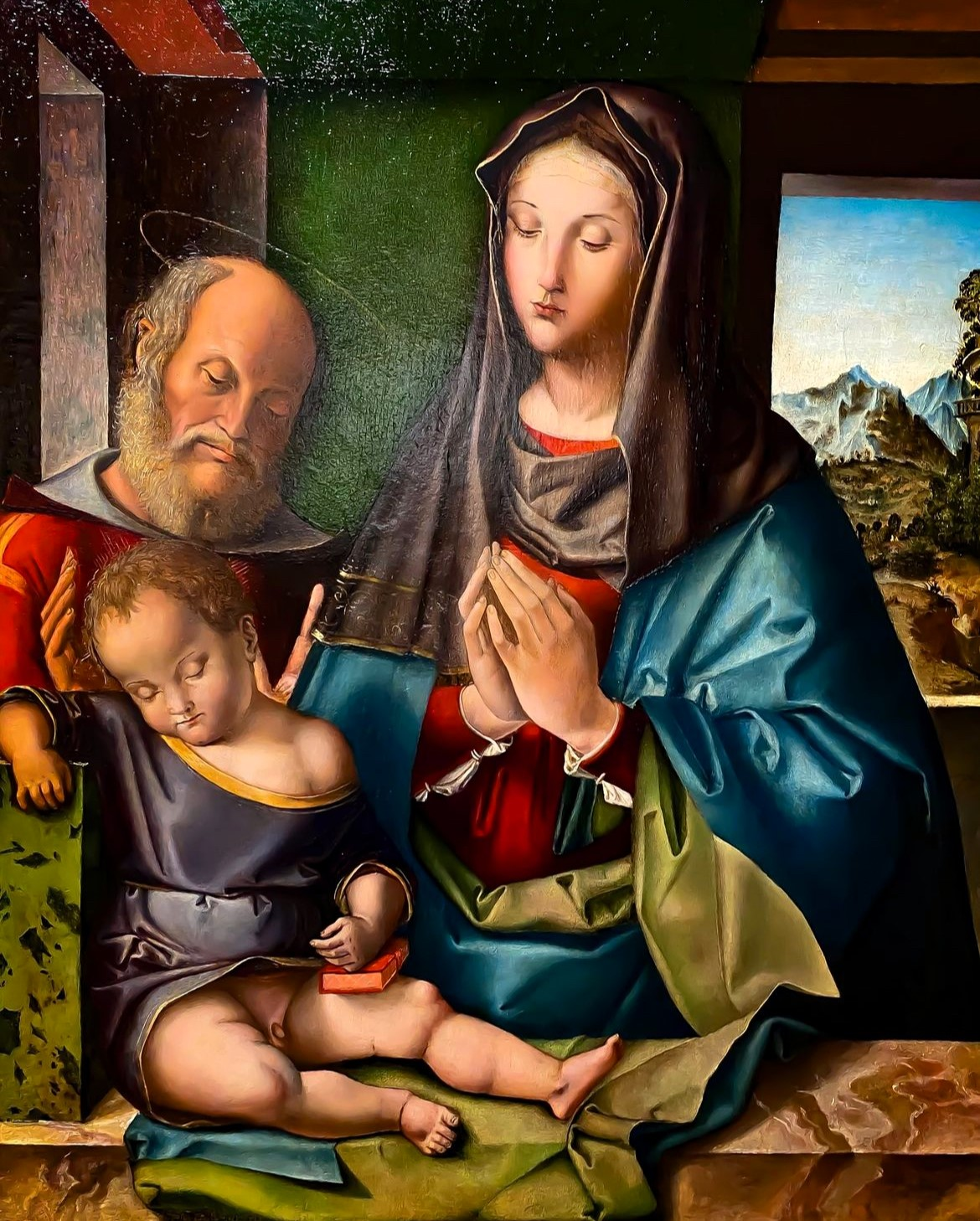
Bartolomeo Montagna, Sacra Famiglia.

### La Quadreria dell'Ottocento
- Andrea Appiani, Venere e Imeneo[9]
- Francesco Fidanza, Paesaggio invernale[10]
- Francesco Fidanza, Paesaggio marino[11]
- Gaspare Landi, Ebe[12]
- Gaspare Landi, Paride[13]
- Felice Giani, Andromeda[14]
- Natale Schiavoni, La Maddalena[15]
- Natale Schiavoni, Contemplazione
- Pietro Ronzoni, Paesaggio[16]
- Giovanni Migliara, Atrio di Santa Maria presso San Celso[17]
- Cesare Della Chiesa di Benevello, Galileo in carcere[18]
- Francesco Hayez, Accusa segreta[19]
- Francesco Hayez, Autoritratto in veste di doge Gritti[20]
- Francesco Hayez, Riconciliazione di Ottone II con Adelaide di Borgogna sua madre[21]
- Giuseppe Molteni, La signora di Monza[22]
- Carlo Arienti, Gli angeli del Calvario[23]
- Lorenzo Toncini, Piccarda Donati fatta rapire dal convento di Santa Chiara dal fratello Corso[24]
- Giovanni Carnovali detto Il Piccio, Fuga in Egitto[25]
- Giovanni Carnovali detto Il Piccio, Arianna abbandonata[26]
- Giovanni Carnovali detto Il Piccio, Giudizio di Paride[27]
- Giovanni Carnovali detto Il Piccio, Ritratto virile[28]
- Enrico Scuri, Orfeo ed Euridice[29]
- Luigi Trecourt, La lettera (La sorpresa)[30]
- Felice De Maurizio, Adelaide di Borgogna liberata dal carcere nel castello di Garda dal diacono Martino[31]
- Giacomo Trecourt, Lord Byron sulle sponde del mare ellenico[32]
- Giacomo Trecourt, Autoritratto in costume orientale[33]
- Giacomo Trecourt, Ritratto del Conte Broglio[34]
- Giacomo Trecourt, La mascherina[35]
- Giacomo Trecourt, La preghiera[36]
- Cherubino Cornienti, L'ultimo saluto di Paolo Erizzo alla figlia nel momento in cui viene tratto al supplizio[37]
- Cherubino Cornienti, I profughi di Parga[38]
- Cherubino Cornienti, Davide e la sunamita[39]
- Cherubino Cornienti, Estasi d'amore[40]
- Pasquale Massacra, Autoritratto[41]
- Pasquale Massacra, Ritratto della soerella Ernesta[42]
- Pasquale Massacra, La madre di Ricciardino Langosco in traccia del cadavere del figlio ucciso nella espugnazione di Pavia per le armi di Matteo Visconti l'anno 1315[43]
- Pasquale Massacra, Frate Jacopo Bossolaro che dal carroccio arringa il popolo eccitandolo contro i Beccaria[44]
- Pasquale Massacra, Donna in rosso[45]
- Pasquale Massacra, Sant'Antonio offre ai poveri i suoi averi[46]
- Paolo Barbotti, Cicerone scopre la tomba di Archimede[47]
- Paolo Barbotti, Sant'Epifanio libera la sorella Onora dalle mani dei soldati di Odoacre[48]
- Federico Faruffini, Vendetta in un harem (La greca)[49]
- Federico Faruffini, Cola di Rienzi che dalle alture di Roma ne contempla le rovine[50]
- Federico Faruffini, Legazione di Niccolò Machiavelli, cittadino e segretario fiorentino, a Imola per incontrare Cesare Borgia, duca di Valentino[51]
- Federico Faruffini, La battaglia di Varese[52]
- Federico Faruffini, Ritratto di signora in nero[53]
- Tranquillo Cremona, Ritratto di Nicola Massa[54]
- Ezechiele Acerbi, Autoritratto[55]
- Giorgio Kienerk, Ritratto di Irma Gramatica[56]
- Giorgio Kienerk, L'enigma umano[57]
- Giorgio Kienerk, Gioventù[58]

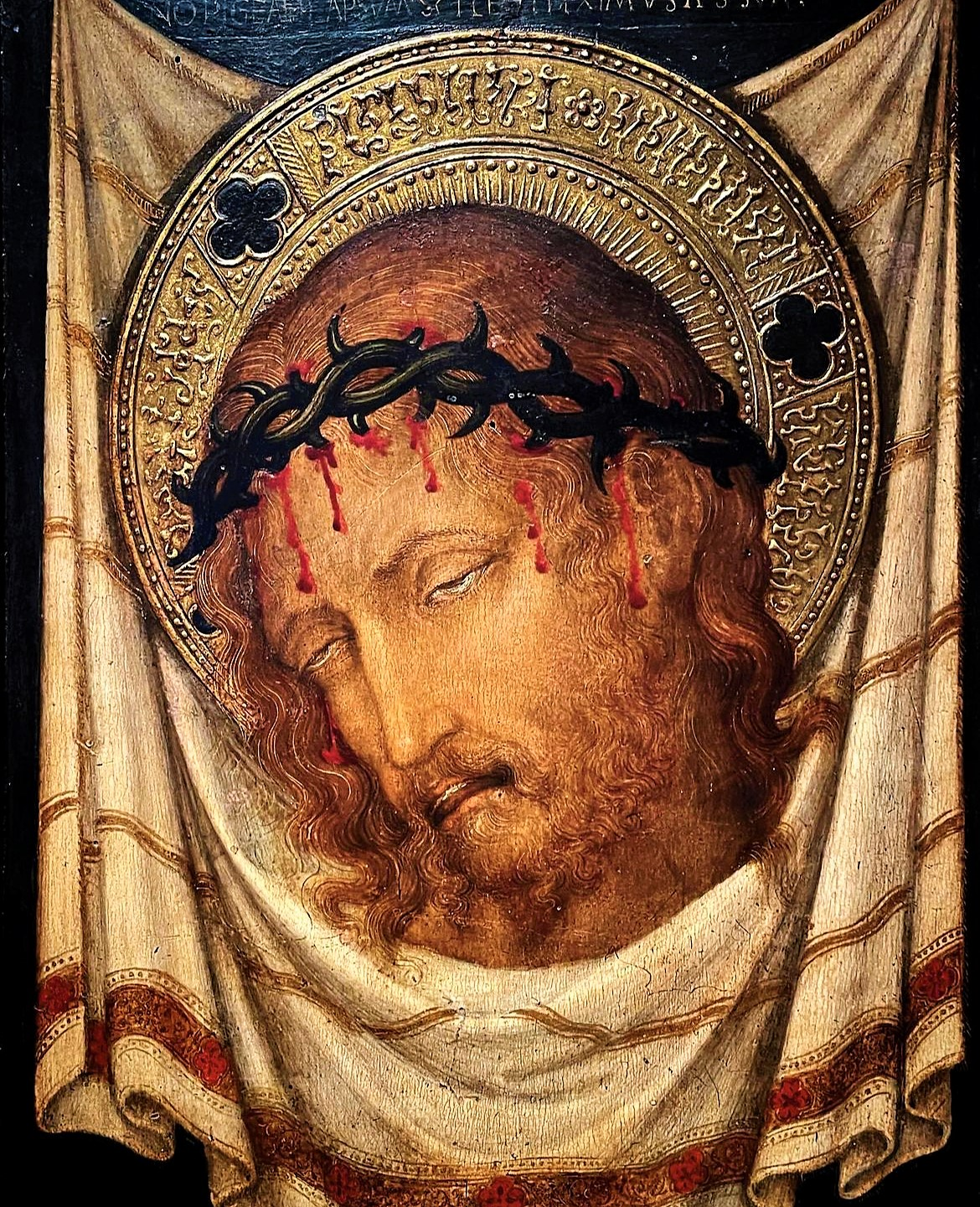
Michele Giambono, La Veronica.
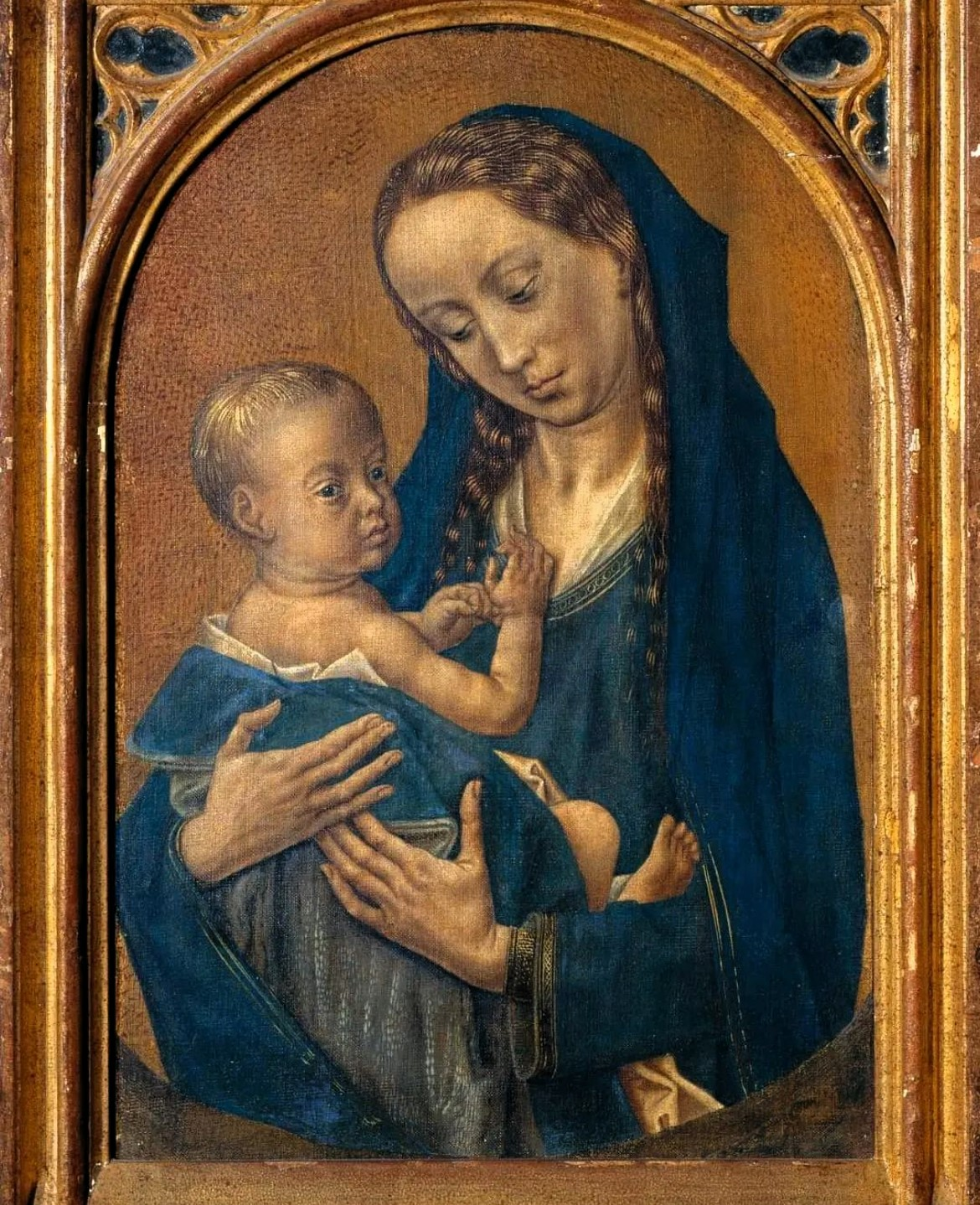
Hugo van der Goes, Madonna col Bambino.
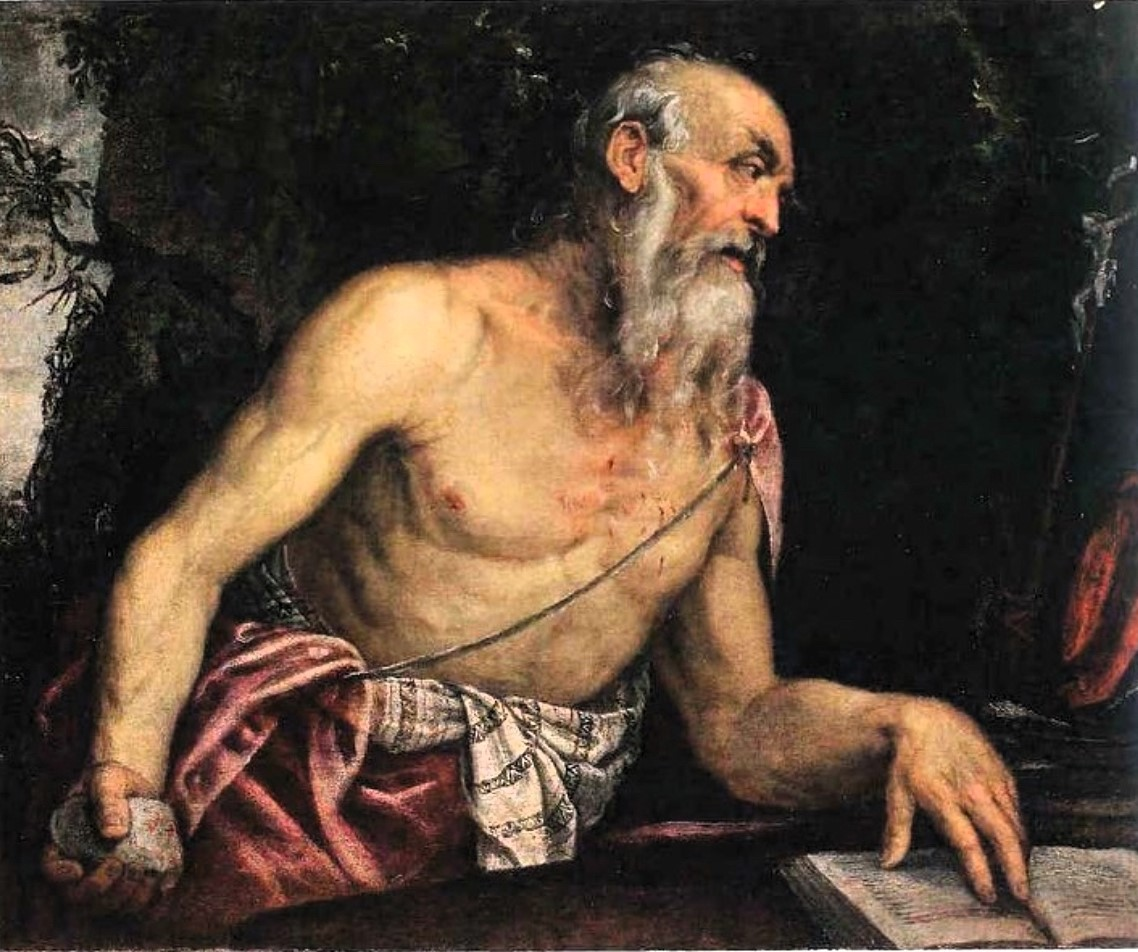
Paolo Veronese, San Gerolamo penitente.
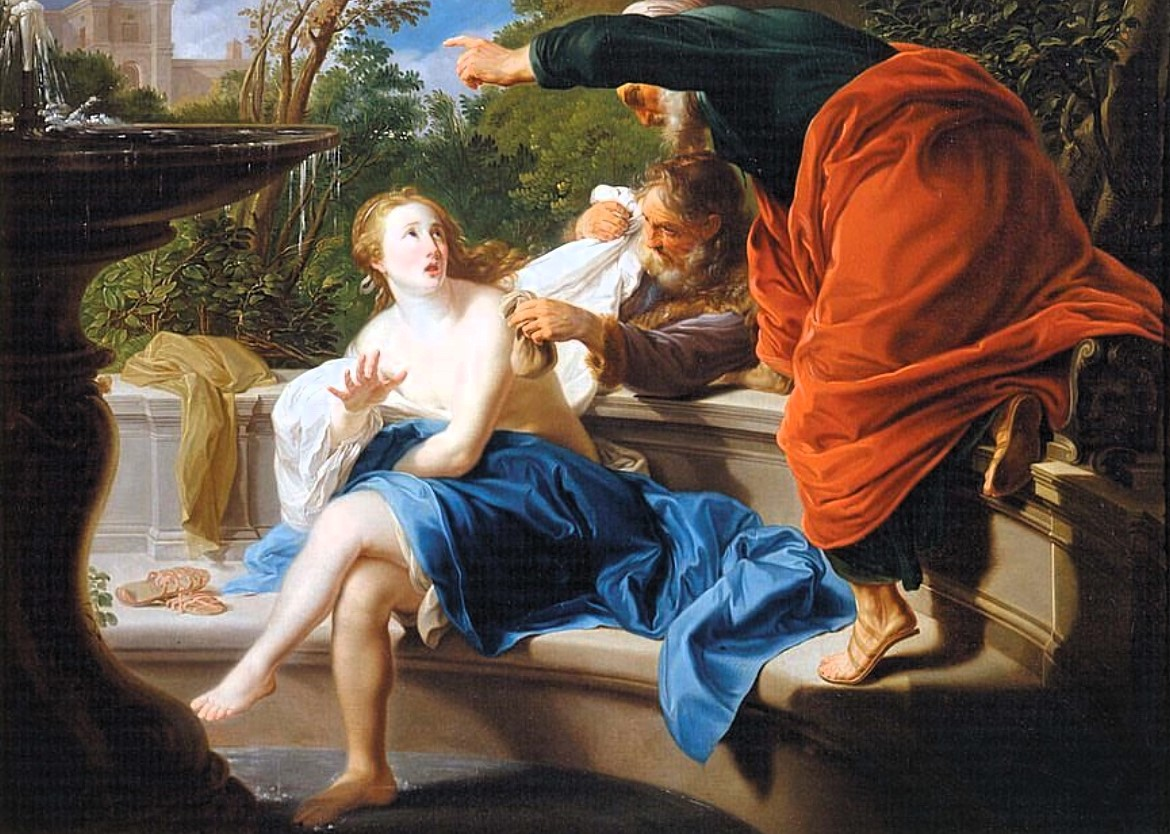
Pompeo Batoni, La casta Susanna.
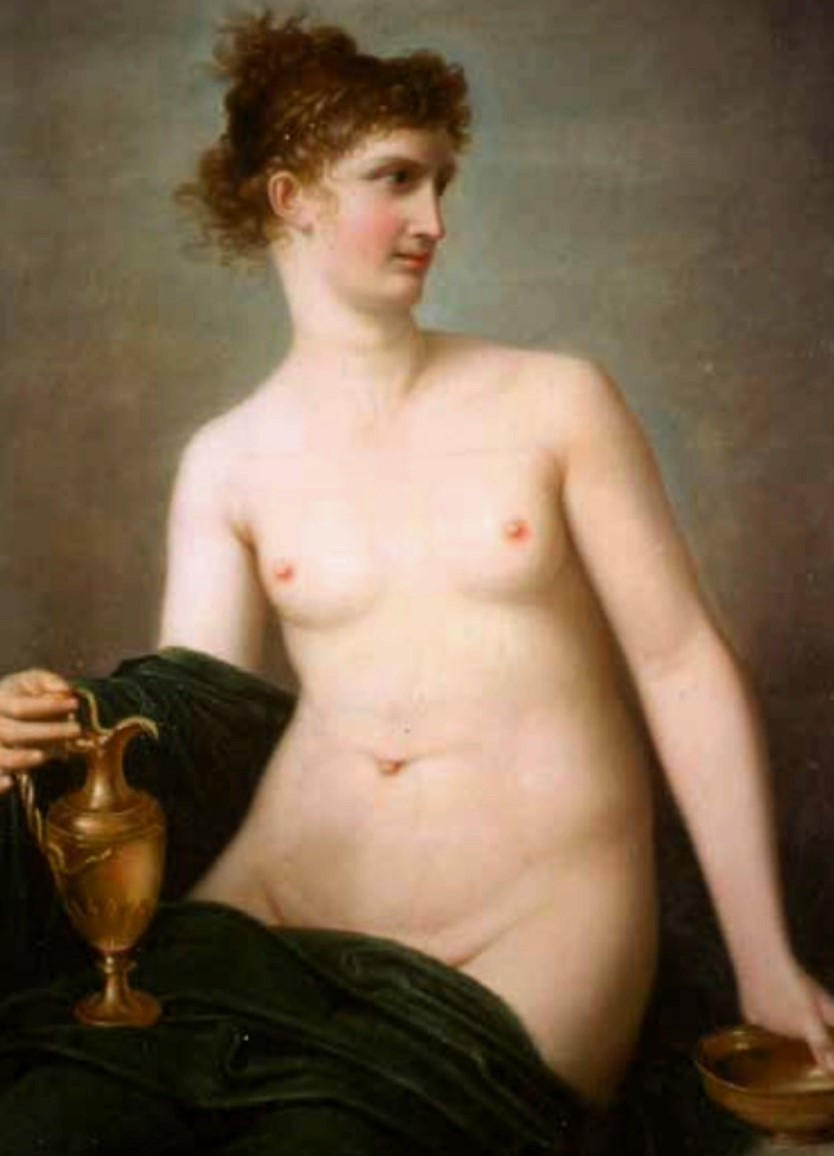
Gaspare Landi, Ebe.
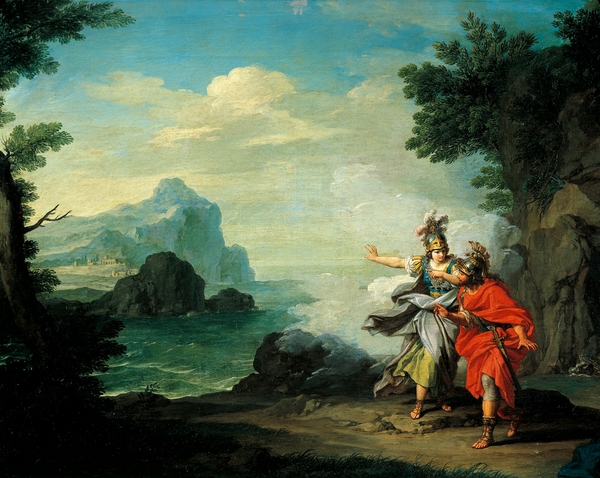
Giuseppe Bottani, Atena mostra Itaca a Ulisse.

### Collezione Morone
- Giambettino Cignaroli, Visone di San Filippo Neri[59]
- Charles-François Daubigny, Gioco di nubi[60]
- Alberto Pasini, Moschea araba[61]
- Vincenzo Cabianca, Maremma[62]
- Tranquillo Cremona, Giovane signora[63]
- Lorenzo Delleani, Campagna[64]
- Federico Zandomeneghi, La toilette (Dopo il bagno)[65]
- Federico Zandomeneghi, Matilde[66]
- Federico Zandomeneghi, Riflessione[67]
- Federico Zandomeneghi, Donna in nero su fondo rosso[68]
- Federico Zandomeneghi, La petite Jeanne[69]
- Federico Zandomeneghi, Busto di ragazza nuda[70]
- Federico Zandomeneghi, Roussotte[71]
- Federico Zandomeneghi, Busto di donna in camicia[72]
- Giovanni Boldini, Scena galante[73]
- Daniele Ranzoni, Giovinetta[74]
- Giuseppe De Nittis, Harem[75]
- Giuseppe De Nittis, Signora con binocolo[76]
- Ezechiele Acerbi, Il Ponte coperto sul Ticino[77]
- Luigi Nono, Figura femminile[78]
- Vittore Grubicy de Dragon, In barca a Venezia[79]
- Francesco Paolo Michetti, La pastorella[80]
- Luigi Conconi, Il saluto[81]
- Leonardo Bazzaro, Ritratto di Corona Scotti Bazzaro[82]
- Leonardo Bazzaro, Chiostro in montagna[83]
- Leonardo Bazzaro, Veduta di Chiggia o Canale di Chiggia[84]
- Leonardo Bazzaro, In lettura[85]
- Cesare Tallone, Figura di ragazza[86]
- Alessandro Milesi, Scialetto rosso[87]
- Alessandro Milesi, Nella stalla[88]
- Pompeo Mariani, Pesca alla Zelata[89]
- Pompeo Mariani, Lanca alla Zelata[90]
- Pompeo Mariani, Figura in giardino[91]
- Angelo Dall'Oca Bianca, Donna che cuce[92]
- Giovanni Segantini, La falconiera[93]
- Giuseppe Pellizza da Volpedo, Carità cristiana[94]
- Angiolo Tommasi, Lavandaia al Lago di Massaciuccoli[95]
- Serafino Macchiati, Lilla[96]
- Serafino Macchiati, Prato verde[97]
- Riccardo Pellegrini, Domenica all'aperto[98]
- Plinio Nomellini, Lucilla -la Ninina[99]
- Giorgio Kienerk, Verso l'ovile[100]

- Giorgio Kienerk, Covoni[101]
- Antonio Rizzi, Sotto l'ombrellino[102]
- Carlo Fornara, Paesaggio (Mattino d'autunno a Vocogno)[103]
- Charles-François-Prosper Guérin, Nudo di spalle[104]
- Antonio Ambrogio Alciati, La preghiera[105]
- Giuseppe Amisani, La modella[106]
- Armando Spadini, Lillo che dorme[107]
- Armando Spadini, Lillo[108]
- Mario Acerbi, Ritratto di Carla Morone in lettura[109]
- Oreste Albertini, Paesaggio invernale[110]
- Renato Guttuso, Nudo trasversale

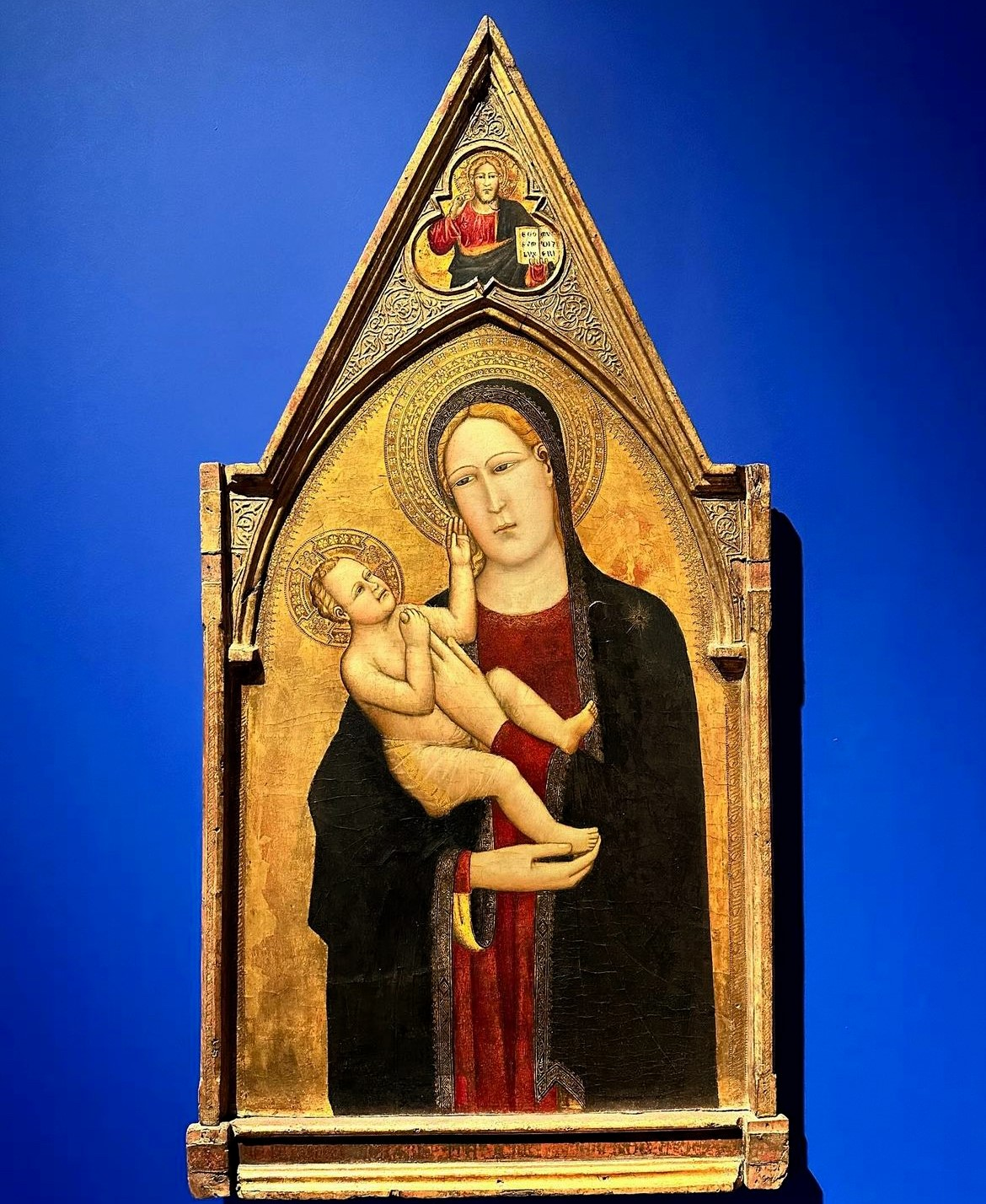
Anonimo giottesco, Madonna col Bambino.
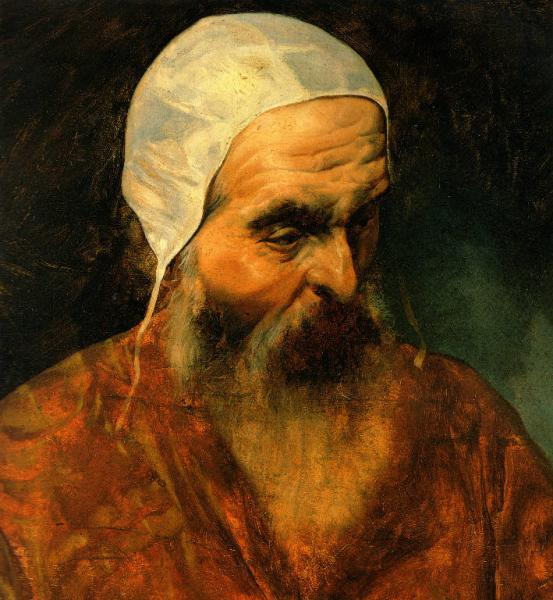
Francesco Hayez,Autoritratto come doge Gritti.
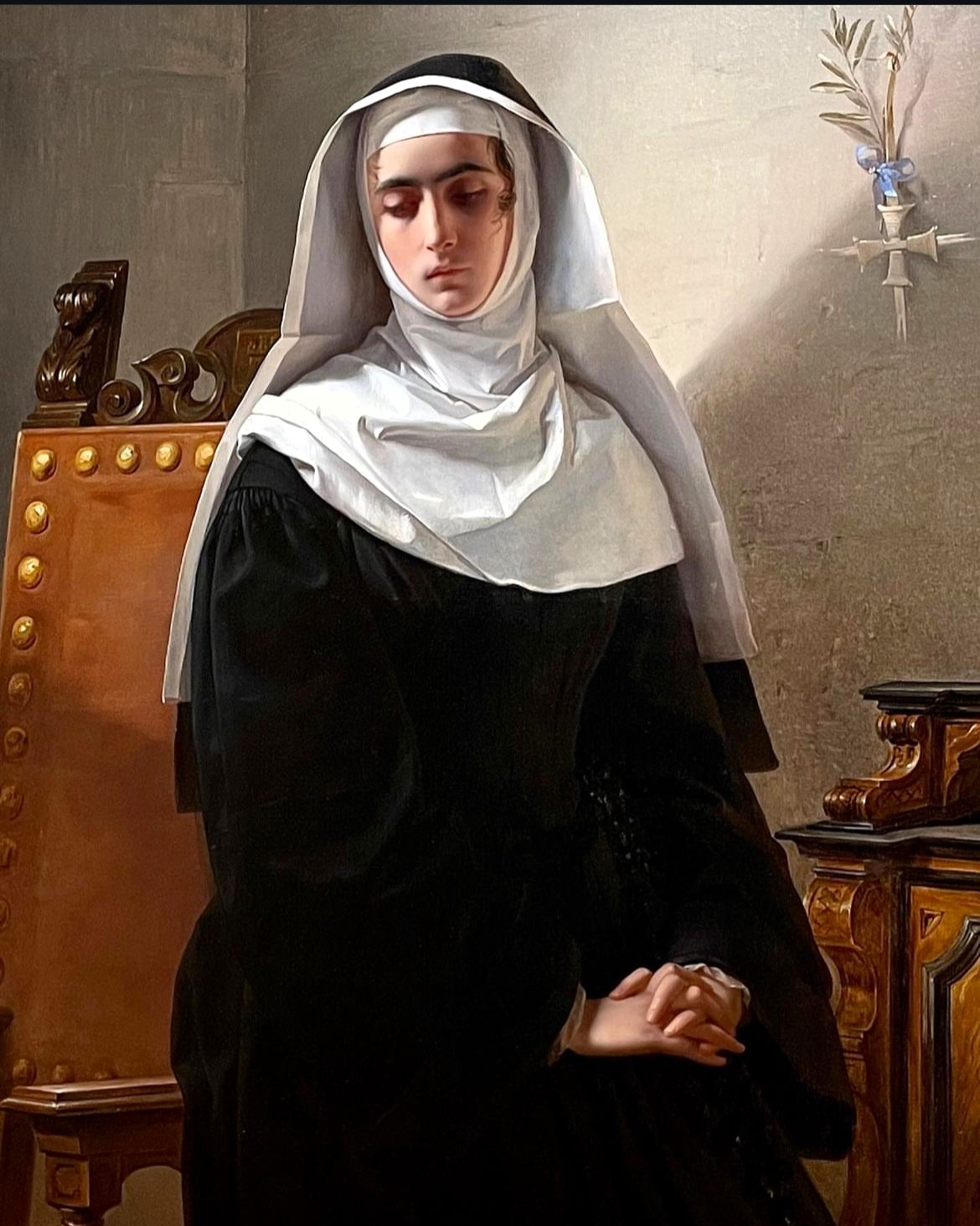
Giuseppe Molteni, La signora di Monza.
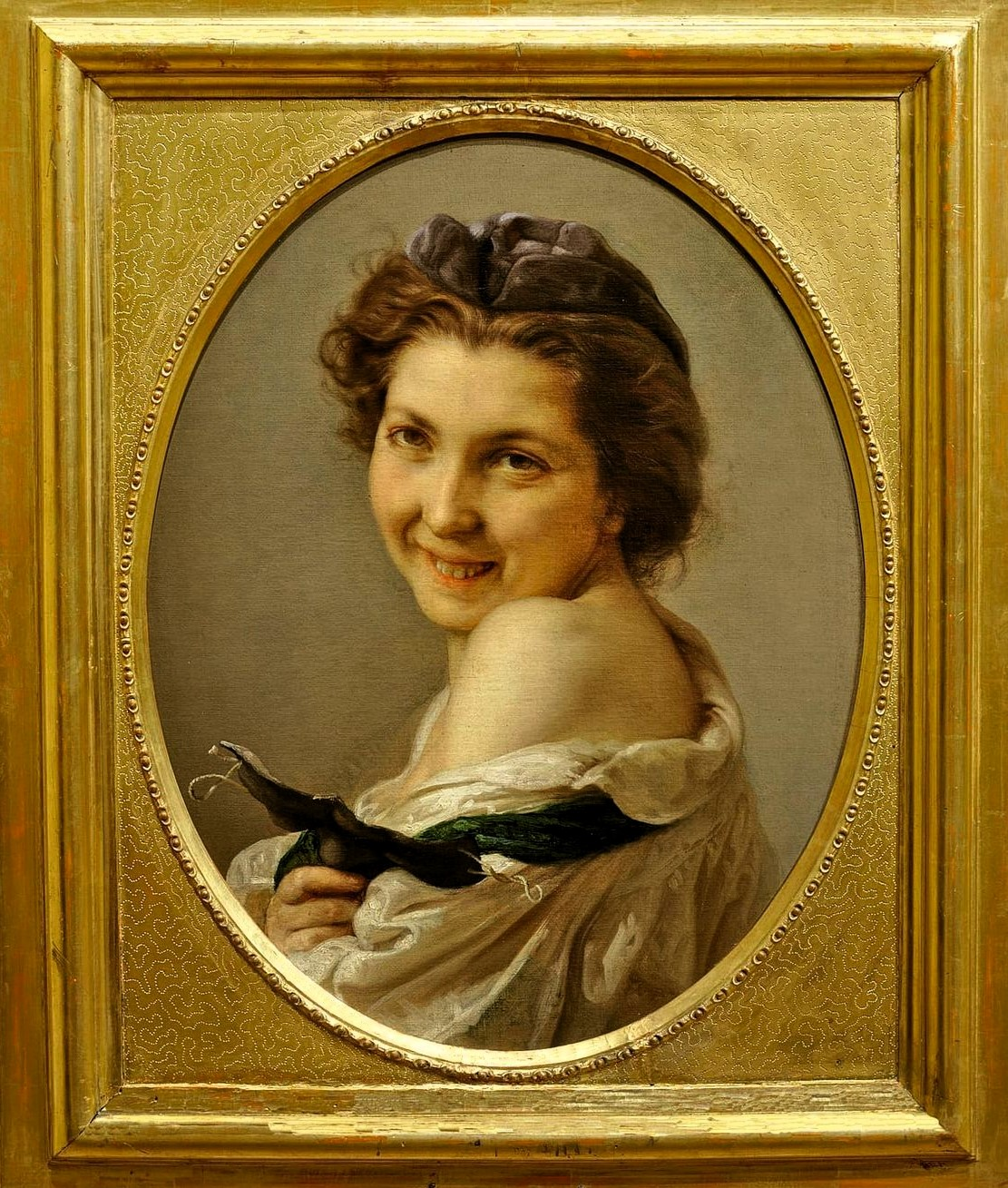
Giacomo Trecourt, La mascherina.
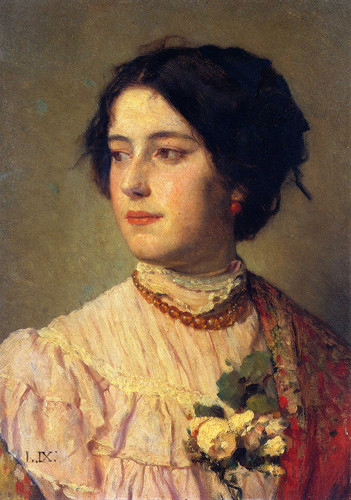
Luigi Nono, Figura femminile.
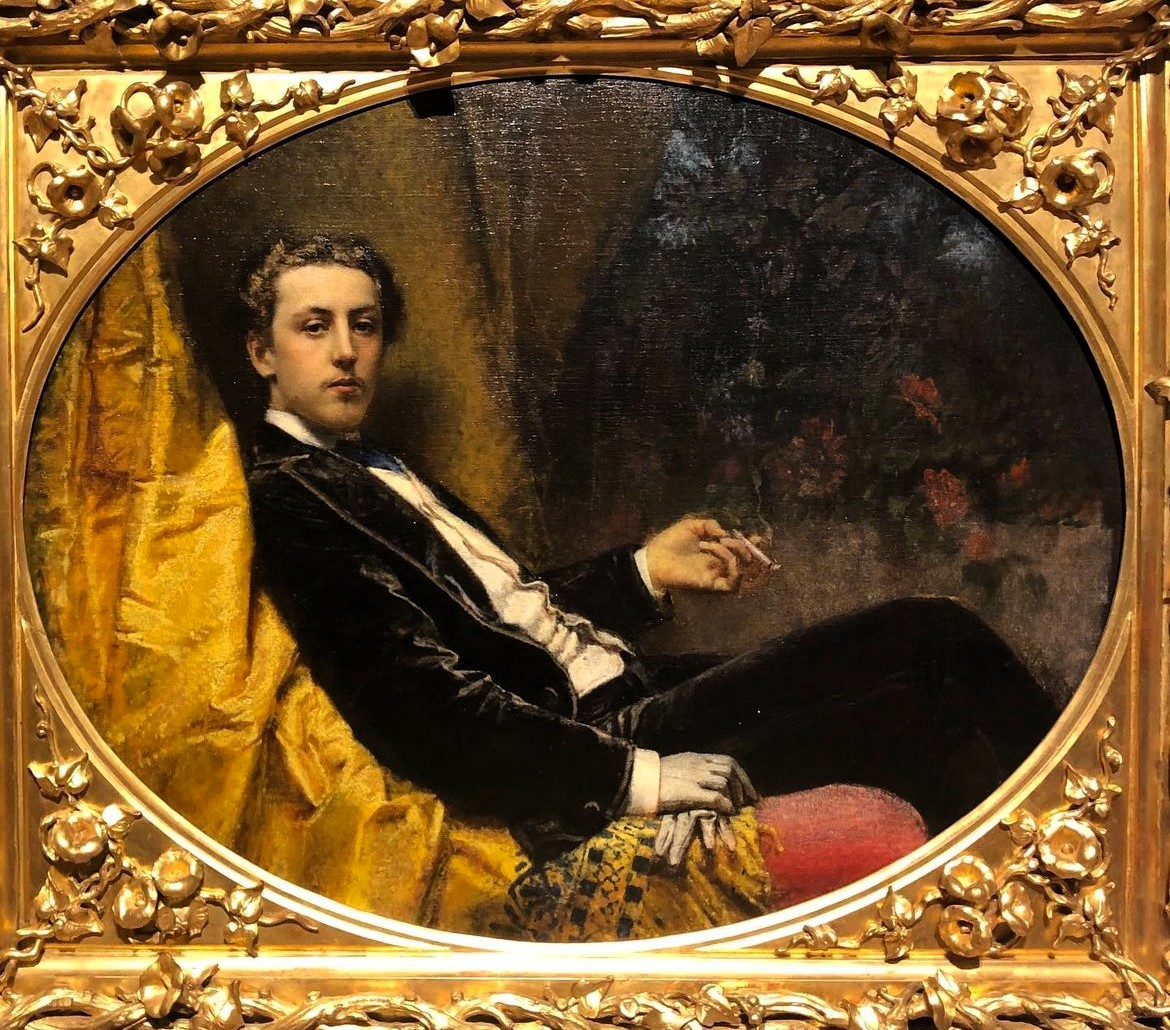
Tranquillo Cremona, Ritratto di Nicola Massa.
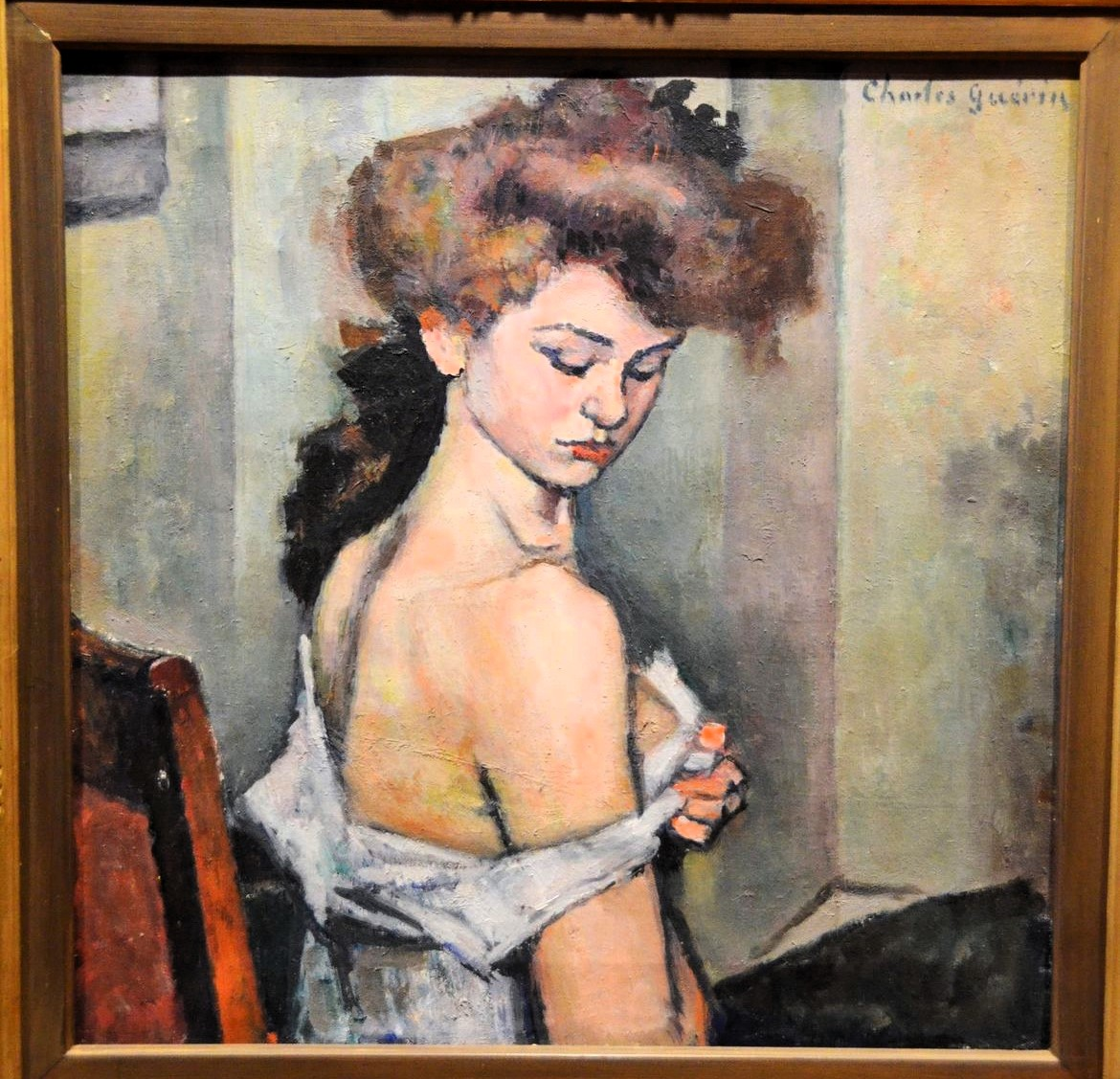
Charles François Prosper Guérin, Nudo di spalle
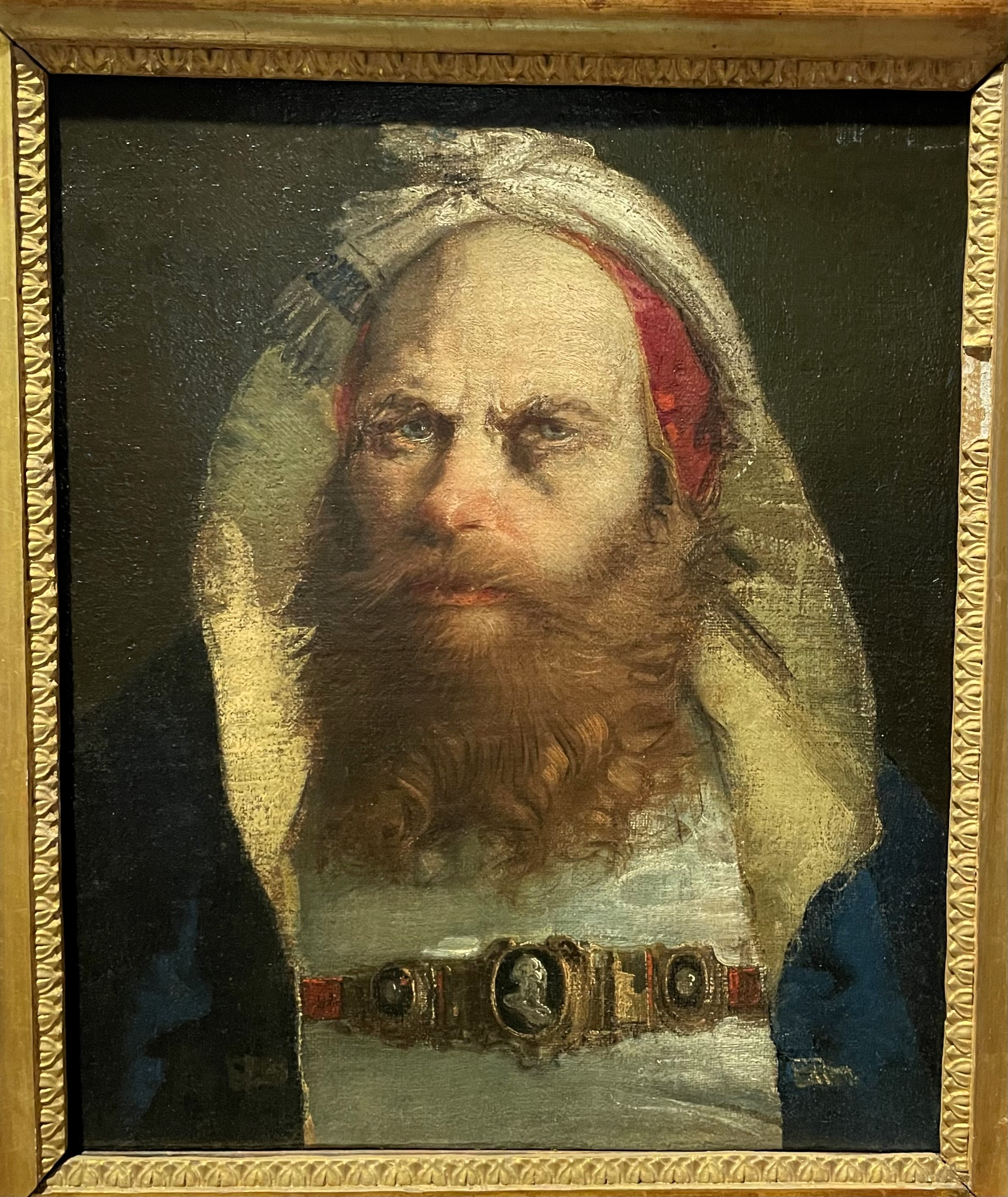
Giandomenico Tiepolo, Testa di orientale